# Dioniso
Dioniso (AFI: /diˈɔnizo/, alla latina /dioˈnizo/; in greco antico: Διόνυσος?, dialetto attico; in greco omerico: Διώνυσος; in greco eolico: Ζόννυσσος o Ζόννυσος) è una divinità della religione greca.
Originariamente fu un dio arcaico della vegetazione, legato alla linfa vitale che scorre nelle piante. In seguito fu identificato come dio dell'estasi, del vino, dell'ebbrezza e della liberazione dei sensi; venne quindi a rappresentare l'essenza del creato nel suo perenne e selvaggio fluire, lo spirito divino di una realtà smisurata, l'elemento primigenio del cosmo, l'irruzione spirituale della ζωή greca, ossia l'esistenza intesa in senso assoluto, la frenetica corrente di vita che tutto pervade.
Dio "ibrido" dalla multiforme natura maschile e femminile, animalesca e divina, tragica e comica, Dioniso incarna, nel suo delirio mistico, la scintilla primordiale e istintuale presente in ogni essere vivente; che permane anche nell'uomo civilizzato come sua parte originaria e insopprimibile, e che può riemergere ed esplodere in maniera violenta se repressa e non elaborata correttamente.
Veniva identificato a Roma con il dio Bacco (simile a Dioniso), con il Fufluns venerato dagli Etruschi e con la divinità italica Liber Pater, ed era soprannominato λύσιος lýsios, "colui che scioglie" l'uomo dai vincoli dell'identità personale per ricongiungerlo all'originarietà universale. Nei misteri eleusini veniva identificato con Iacco.
Strettamente legato alle origini del teatro, Dioniso è forse il dio della mitologia greca di maggior fortuna nella cultura contemporanea, in particolare nel Novecento, dopo che il filosofo Friedrich Nietzsche, nella Nascita della tragedia, ha creato la categoria estetica del dionisiaco – emblema delle forze naturali, vitalistiche e irrazionali – contrapponendola a quella dell'apollineo.

## Attributi ed epiteti

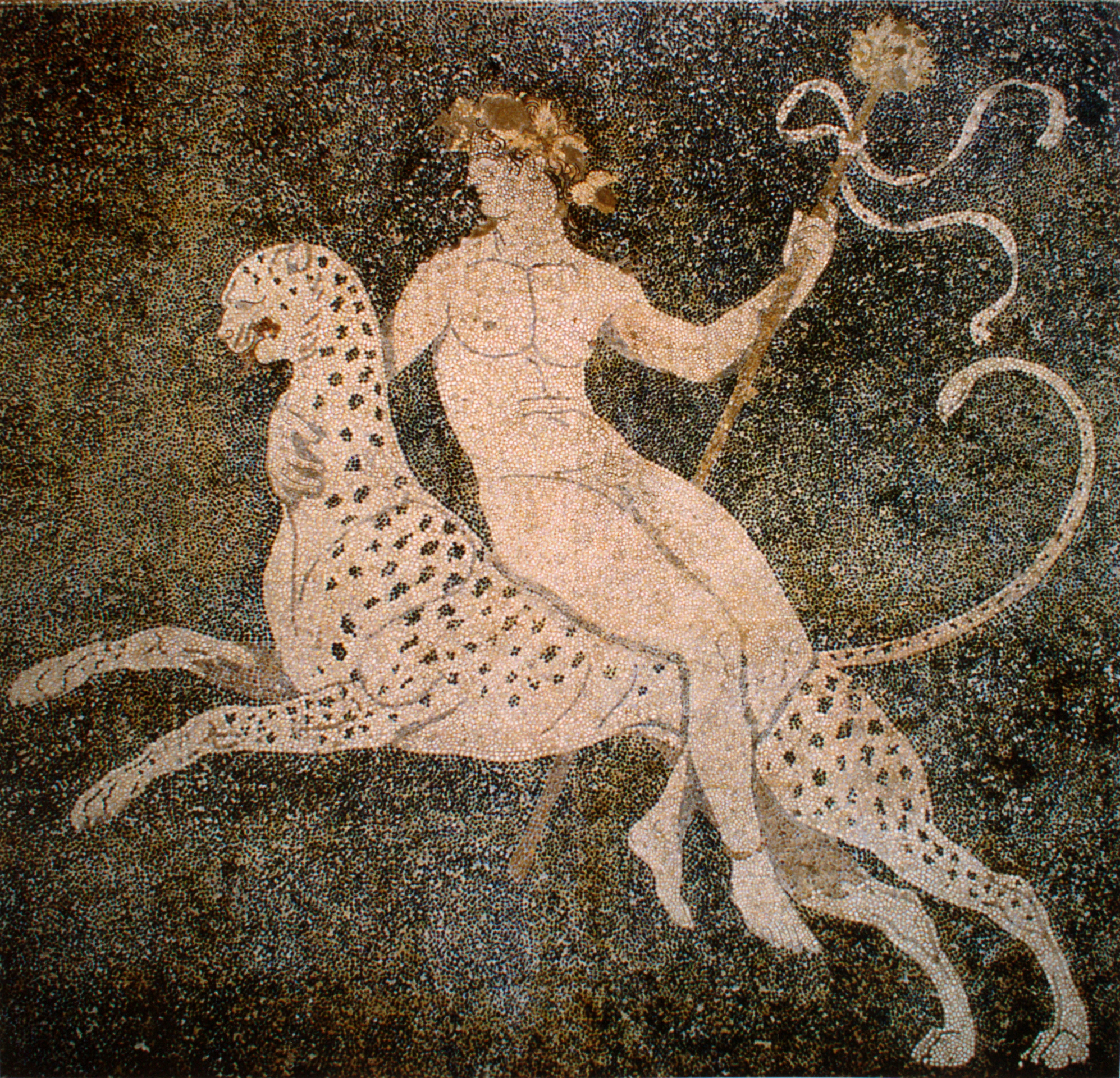
Dioniso a cavallo di un ghepardo, mosaico a Pella, Grecia, IV secolo a.C.

Solitamente accompagnato da un corteo chiamato tiaso e composto dalle sue sacerdotesse (dette menadi o baccanti, donne in preda a frenesia estatica e sessuale e invasate dal dio), bestie feroci, satiri e sileni. Care al dio erano le piante della vite (da cui il legame con il vino e la vendemmia) e dell'edera (in particolare alcune specie di edera, contenenti sostanze psicotrope, e che venivano lasciate macerare nel vino).
Uno dei suoi attributi era infatti il sacro tirso, un bastone nodoso avvolto da edera e pampini e sormontato da una pigna: altro suo attributo è il kantharos, una coppa per bere caratterizzata da due alte anse che si estendono in altezza oltre l'orlo.
A seguire, alcuni degli epiteti con cui il Dio era chiamato:
- Bromio – da βρόμος, "fragore", "fremito" e usato anche da Euripide ne Le Baccanti[7], secondo il mito il dio era stato generato in mezzo ai fragori del tuono dalla madre Semele colpita dal fulmine, o perché l'ebbrezza del vino produce fremito e furore;
- Lysios o Lieo – "colui che scioglie";[8]
- Bassareo, soprannome di Bacco derivato secondo alcuni da Bassaro, un borgo della Lidia ove aveva un tempio, secondo altri da una lunga veste chiamata "Bassara" (o "Bassaris") fatta di pelli di volpi originaria della Tracia che Bacco portava, o da un calzare detto "Bassaro". La sacerdotessa di Bacco si chiamava Bassarida[9];
- Cretogeno – nato a Creta;
- Ctonio – in quanto figlio della regina del mondo sotterraneo;
- Zagreo (Zαγρεύς) – in quanto figlio di Zeus e Persefone[10][11];
- Bacco[12].

## Mito

### Origini

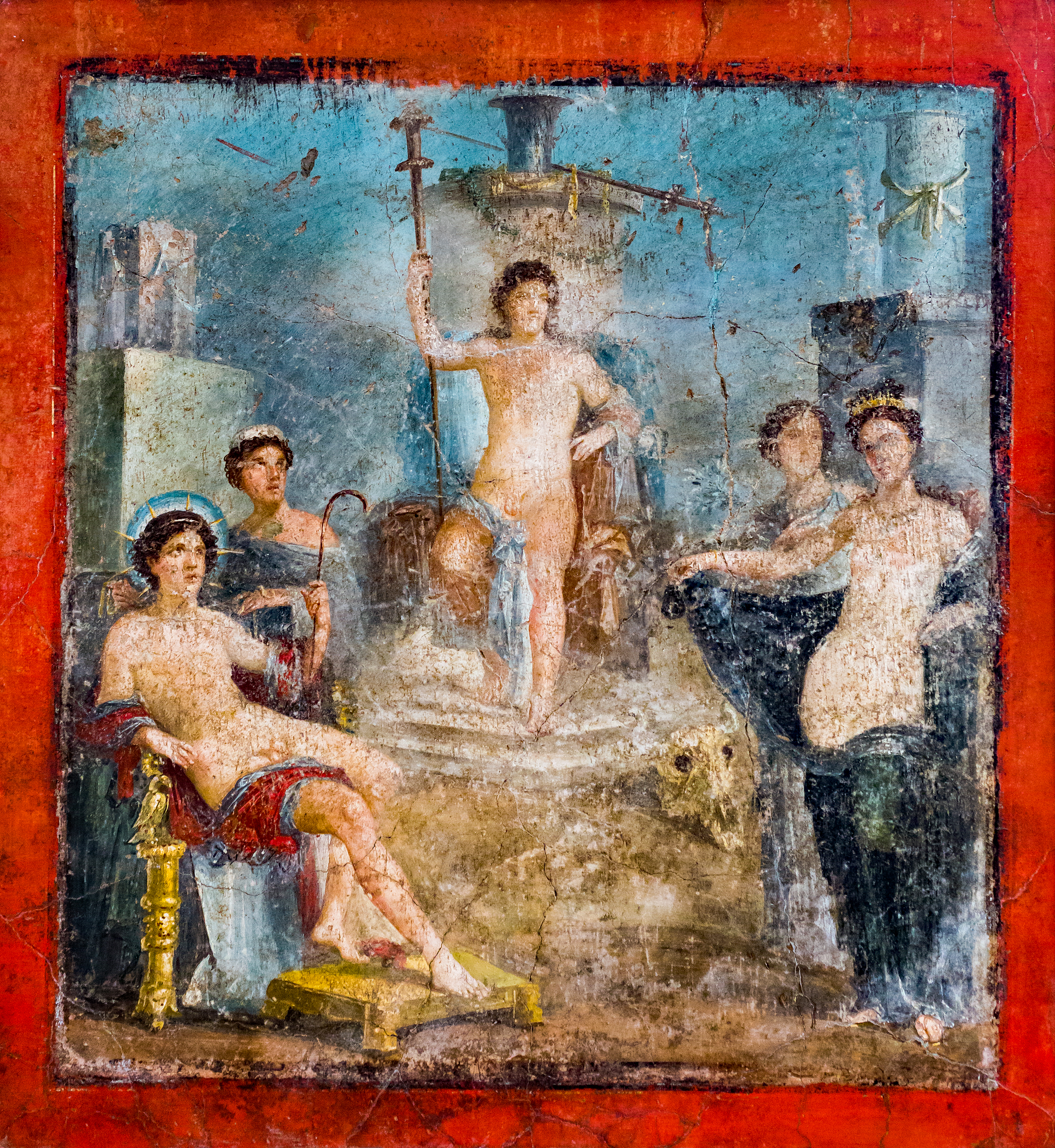
Dioniso potrebbe essere la figura centrale dell'affresco Stibadio dionisiaco rinvenuto nella casa di Gaio Rufo a Pompei e conservato al Museo archeologico nazionale di Napoli

L'origine del nome Dioniso è suggerita dal genitivo Διός (di Zeus) e da νῦσος, quindi il nysos (nuovo, giovane): il "giovane figlio di Zeus". Per altri studiosi, l'etimologia è invece legata al monte Nisa, dove il dio venne allevato (theos-Nyses, il dio di Nisa); e c'è anche chi propende per il significato di "dio notturno" (theos-nykios). Il poeta Apollonio Rodio invece propose il significato di "nato due volte" (da di-genes) o "il fanciullo dalla doppia porta".
Secondo Detienne, Dioniso è il dio straniero per eccellenza, poiché proveniva dalla Tracia. Le ricerche più recenti, in effetti, hanno messo in rilievo l'esistenza di elementi comuni nel culto greco di Dioniso e nei culti della Tracia, con possibilità di rapporti reciproci, uniti forse a influssi dall'Asia Minore (già autori antichi, come Euripide, sostenevano l'origine frigia di Dioniso, che presenta forti affinità col dio Sabazio). Questa tesi ben si accorda al fatto che diversi elementi attestano l'antichità del culto di Dioniso in terra greca: in particolare la presenza del nome sulle tavolette micenee in lineare B, il carattere orgiastico dei culti della vegetazione della religione minoica, nonché la credenza, diffusa a Creta, che il toro rappresenti una forma di epifania divina (e Dioniso venne talvolta invocato con l'appellativo di "toro").
Le notizie relative alle modalità della nascita di Dioniso sono intricate e contrastanti. Sebbene il nome di suo padre, Zeus, sia indiscusso, quello di sua madre è invece oggetto di numerose interpretazioni da parte degli autori mitografi. Alcuni dicono che il dio fosse frutto degli amori del dio con Demetra, sua sorella, oppure di Io, o ancora di Lete; altri ancora lo fanno figlio di Dione, oppure di Persefone.
Quest'ultima versione, nonostante non sia accettata dalla maggior parte dei mitografi, non è comunque stata scartata del tutto dalla tradizione letteraria. In alcune leggende orfiche la madre di Dioniso è infatti definita "la regina della morte", il che fa appunto pensare a Persefone. Zeus stesso, innamoratosi di sua figlia, che era stata nascosta in una grotta per volere di Demetra, si tramutò in serpente e la raggiunse mentre era intenta a tessere. La fecondò e la fanciulla partorì così due bambini, Zagreo e lo stesso Dioniso.

### Genealogia (Esiodo)
|                   |                   |                   |                   |                   |                   |      |      |      |      |      |      |  |  |        |        |        |        |          |        |   |   |          |          |          |          |          |          |  |  |           |           |           |           |           |           |  |  |     |     |     |     |     |     |  |  |         |         |         |         |         |         |  |  |       |       |       |       |       |       |
|                   |                   |                   |                   |                   |                   |      |      |      |      |      |      |  |  |        |        |        |        |          |        |   |   | Urano    | Urano    | Urano    | Urano    | Urano    | Urano    |  |  | Gea       | Gea       | Gea       | Gea       | Gea       | Gea       |  |  |     |     |     |     |     |     |  |  |         |         |         |         |         |         |  |  |       |       |       |       |       |       |
|                   |                   |                   |                   |                   |                   |      |      |      |      |      |      |  |  |        |        |        |        |          |        |   |   | Urano    | Urano    | Urano    | Urano    | Urano    | Urano    |  |  | Gea       | Gea       | Gea       | Gea       | Gea       | Gea       |  |  |     |     |     |     |     |     |  |  |         |         |         |         |         |         |  |  |       |       |       |       |       |       |
|                   |                   |                   |                   |                   |                   |      |      |      |      |      |      |  |  |        |        |        |        |          |        |   |   |          |          |          |          |          |          |  |  |           |           |           |           |           |           |  |  |     |     |     |     |     |     |  |  |         |         |         |         |         |         |  |  |       |       |       |       |       |       |
|                   |                   |                   |                   |                   |                   |      |      |      |      |      |      |  |  |        |        |        |        |          |        |   |   |          |          |          |          |          |          |  |  |           |           |           |           |           |           |  |  |     |     |     |     |     |     |  |  |         |         |         |         |         |         |  |  |       |       |       |       |       |       |
| Genitali di Urano | Genitali di Urano | Genitali di Urano | Genitali di Urano | Genitali di Urano | Genitali di Urano |      |      |      |      |      |      |  |  |        |        |        |        |          |        |   |   | Crono    | Crono    | Crono    | Crono    | Crono    | Crono    |  |  | Rea       | Rea       | Rea       | Rea       | Rea       | Rea       |  |  |     |     |     |     |     |     |  |  |         |         |         |         |         |         |  |  |       |       |       |       |       |       |
| Genitali di Urano | Genitali di Urano | Genitali di Urano | Genitali di Urano | Genitali di Urano | Genitali di Urano |      |      |      |      |      |      |  |  |        |        |        |        |          |        |   |   | Crono    | Crono    | Crono    | Crono    | Crono    | Crono    |  |  | Rea       | Rea       | Rea       | Rea       | Rea       | Rea       |  |  |     |     |     |     |     |     |  |  |         |         |         |         |         |         |  |  |       |       |       |       |       |       |
|                   |                   |                   |                   |                   |                   |      |      |      |      |      |      |  |  |        |        |        |        |          |        |   |   |          |          |          |          |          |          |  |  |           |           |           |           |           |           |  |  |     |     |     |     |     |     |  |  |         |         |         |         |         |         |  |  |       |       |       |       |       |       |
|                   |                   |                   |                   |                   |                   |      |      |      |      |      |      |  |  |        |        |        |        |          |        |   |   |          |          |          |          |          |          |  |  |           |           |           |           |           |           |  |  |     |     |     |     |     |     |  |  |         |         |         |         |         |         |  |  |       |       |       |       |       |       |
|                   |                   |                   |                   |                   |                   | Zeus | Zeus | Zeus | Zeus | Zeus | Zeus |  |  |        |        |        |        |          |        |   |   | Era      | Era      | Era      | Era      | Era      | Era      |  |  | Poseidone | Poseidone | Poseidone | Poseidone | Poseidone | Poseidone |  |  | Ade | Ade | Ade | Ade | Ade | Ade |  |  | Demetra | Demetra | Demetra | Demetra | Demetra | Demetra |  |  | Estia | Estia | Estia | Estia | Estia | Estia |
|                   |                   |                   |                   |                   |                   | Zeus | Zeus | Zeus | Zeus | Zeus | Zeus |  |  |        |        |        |        |          |        |   |   | Era      | Era      | Era      | Era      | Era      | Era      |  |  | Poseidone | Poseidone | Poseidone | Poseidone | Poseidone | Poseidone |  |  | Ade | Ade | Ade | Ade | Ade | Ade |  |  | Demetra | Demetra | Demetra | Demetra | Demetra | Demetra |  |  | Estia | Estia | Estia | Estia | Estia | Estia |
|                   |                   |                   |                   |                   |                   |      |      |      |      |      |      |  |  |        |        |        |        |          |        |   |   |          |          |          |          |          |          |  |  |           |           |           |           |           |           |  |  |     |     |     |     |     |     |  |  |         |         |         |         |         |         |  |  |       |       |       |       |       |       |
|                   |                   |                   |                   |                   |                   |      |      |      |      |      |      |  |  |        |        |        |        |          |        |   |   |          |          |          |          |          |          |  |  |           |           |           |           |           |           |  |  |     |     |     |     |     |     |  |  |         |         |         |         |         |         |  |  |       |       |       |       |       |       |
|                   |                   |                   |                   |                   |                   |      |      |      |      |      |      |  |  |        |        |        |        |          |        | a |   |          |          |          |          |          |          |  |  |           |           |           |           |           |           |  |  |     |     |     |     |     |     |  |  |         |         |         |         |         |         |  |  |       |       |       |       |       |       |
|                   |                   |                   |                   |                   |                   |      |      |      |      |      |      |  |  |        |        |        |        |          |        |   |   |          |          | b        |          |          |          |  |  |           |           |           |           |           |           |  |  |     |     |     |     |     |     |  |  |         |         |         |         |         |         |  |  |       |       |       |       |       |       |
|                   |                   |                   |                   |                   |                   |      |      |      |      |      |      |  |  |        |        |        |        |          |        |   |   |          |          |          |          |          |          |  |  |           |           |           |           |           |           |  |  |     |     |     |     |     |     |  |  |         |         |         |         |         |         |  |  |       |       |       |       |       |       |
|                   |                   |                   |                   |                   |                   |      |      |      |      |      |      |  |  | Ares   | Ares   | Ares   | Ares   | Ares     | Ares   |   |   | Efesto   | Efesto   | Efesto   | Efesto   | Efesto   | Efesto   |  |  |           |           |           |           |           |           |  |  |     |     |     |     |     |     |  |  |         |         |         |         |         |         |  |  |       |       |       |       |       |       |
|                   |                   |                   |                   |                   |                   |      |      |      |      |      |      |  |  | Ares   | Ares   | Ares   | Ares   | Ares     | Ares   |   |   | Efesto   | Efesto   | Efesto   | Efesto   | Efesto   | Efesto   |  |  | Meti      |           |           |           |           |           |  |  |     |     |     |     |     |     |  |  |         |         |         |         |         |         |  |  |       |       |       |       |       |       |
|                   |                   |                   |                   |                   |                   |      |      |      |      |      |      |  |  |        |        |        |        |          |        |   |   |          |          |          |          |          |          |  |  |           |           |           |           |           |           |  |  |     |     |     |     |     |     |  |  |         |         |         |         |         |         |  |  |       |       |       |       |       |       |
|                   |                   |                   |                   |                   |                   |      |      |      |      |      |      |  |  |        |        |        |        | Atena    |        |   |   |          |          |          |          |          |          |  |  |           |           |           |           |           |           |  |  |     |     |     |     |     |     |  |  |         |         |         |         |         |         |  |  |       |       |       |       |       |       |
|                   |                   |                   |                   |                   |                   |      |      |      |      |      |      |  |  |        |        |        |        |          |        |   |   |          |          |          |          |          |          |  |  | Latona    |           |           |           |           |           |  |  |     |     |     |     |     |     |  |  |         |         |         |         |         |         |  |  |       |       |       |       |       |       |
|                   |                   |                   |                   |                   |                   |      |      |      |      |      |      |  |  |        |        |        |        |          |        |   |   |          |          |          |          |          |          |  |  |           |           |           |           |           |           |  |  |     |     |     |     |     |     |  |  |         |         |         |         |         |         |  |  |       |       |       |       |       |       |
|                   |                   |                   |                   |                   |                   |      |      |      |      |      |      |  |  |        |        |        |        |          |        |   |   |          |          |          |          |          |          |  |  |           |           |           |           |           |           |  |  |     |     |     |     |     |     |  |  |         |         |         |         |         |         |  |  |       |       |       |       |       |       |
|                   |                   |                   |                   |                   |                   |      |      |      |      |      |      |  |  |        |        |        |        |          |        |   |   |          |          |          |          |          |          |  |  |           |           |           |           |           |           |  |  |     |     |     |     |     |     |  |  |         |         |         |         |         |         |  |  |       |       |       |       |       |       |
|                   |                   |                   |                   |                   |                   |      |      |      |      |      |      |  |  | Apollo | Apollo | Apollo | Apollo | Apollo   | Apollo |   |   | Artemide | Artemide | Artemide | Artemide | Artemide | Artemide |  |  |           |           |           |           |           |           |  |  |     |     |     |     |     |     |  |  |         |         |         |         |         |         |  |  |       |       |       |       |       |       |
|                   |                   |                   |                   |                   |                   |      |      |      |      |      |      |  |  | Apollo | Apollo | Apollo | Apollo | Apollo   | Apollo |   |   | Artemide | Artemide | Artemide | Artemide | Artemide | Artemide |  |  | Maia      |           |           |           |           |           |  |  |     |     |     |     |     |     |  |  |         |         |         |         |         |         |  |  |       |       |       |       |       |       |
|                   |                   |                   |                   |                   |                   |      |      |      |      |      |      |  |  |        |        |        |        |          |        |   |   |          |          |          |          |          |          |  |  |           |           |           |           |           |           |  |  |     |     |     |     |     |     |  |  |         |         |         |         |         |         |  |  |       |       |       |       |       |       |
|                   |                   |                   |                   |                   |                   |      |      |      |      |      |      |  |  |        |        |        |        | Ermes    |        |   |   |          |          |          |          |          |          |  |  |           |           |           |           |           |           |  |  |     |     |     |     |     |     |  |  |         |         |         |         |         |         |  |  |       |       |       |       |       |       |
|                   |                   |                   |                   |                   |                   |      |      |      |      |      |      |  |  |        |        |        |        |          |        |   |   |          |          |          |          |          |          |  |  | Semele    |           |           |           |           |           |  |  |     |     |     |     |     |     |  |  |         |         |         |         |         |         |  |  |       |       |       |       |       |       |
|                   |                   |                   |                   |                   |                   |      |      |      |      |      |      |  |  |        |        |        |        |          |        |   |   |          |          |          |          |          |          |  |  |           |           |           |           |           |           |  |  |     |     |     |     |     |     |  |  |         |         |         |         |         |         |  |  |       |       |       |       |       |       |
|                   |                   |                   |                   |                   |                   |      |      |      |      |      |      |  |  |        |        |        |        | Dioniso  |        |   |   |          |          |          |          |          |          |  |  |           |           |           |           |           |           |  |  |     |     |     |     |     |     |  |  |         |         |         |         |         |         |  |  |       |       |       |       |       |       |
|                   |                   |                   |                   |                   |                   |      |      |      |      |      |      |  |  |        |        |        |        |          |        |   |   |          |          |          |          |          |          |  |  | Dione     |           |           |           |           |           |  |  |     |     |     |     |     |     |  |  |         |         |         |         |         |         |  |  |       |       |       |       |       |       |
|                   |                   |                   |                   |                   |                   |      |      |      |      |      |      |  |  |        |        |        |        |          |        |   |   |          |          |          |          |          |          |  |  |           |           |           |           |           |           |  |  |     |     |     |     |     |     |  |  |         |         |         |         |         |         |  |  |       |       |       |       |       |       |
| a                 | a                 | a                 | a                 | a                 | a                 |      |      |      |      |      |      |  |  |        |        |        |        |          |        | b | b | b        | b        | b        | b        |          |          |  |  |           |           |           |           |           |           |  |  |     |     |     |     |     |     |  |  |         |         |         |         |         |         |  |  |       |       |       |       |       |       |
| a                 | a                 | a                 | a                 | a                 | a                 |      |      |      |      |      |      |  |  |        |        |        |        |          |        | b | b | b        | b        | b        | b        |          |          |  |  |           |           |           |           |           |           |  |  |     |     |     |     |     |     |  |  |         |         |         |         |         |         |  |  |       |       |       |       |       |       |
|                   |                   |                   |                   |                   |                   |      |      |      |      |      |      |  |  |        |        |        |        |          |        |   |   |          |          |          |          |          |          |  |  |           |           |           |           |           |           |  |  |     |     |     |     |     |     |  |  |         |         |         |         |         |         |  |  |       |       |       |       |       |       |
|                   |                   |                   |                   |                   |                   |      |      |      |      |      |      |  |  |        |        |        |        | Afrodite |        |   |   |          |          |          |          |          |          |  |  |           |           |           |           |           |           |  |  |     |     |     |     |     |     |  |  |         |         |         |         |         |         |  |  |       |       |       |       |       |       |

### Nascita di Dioniso

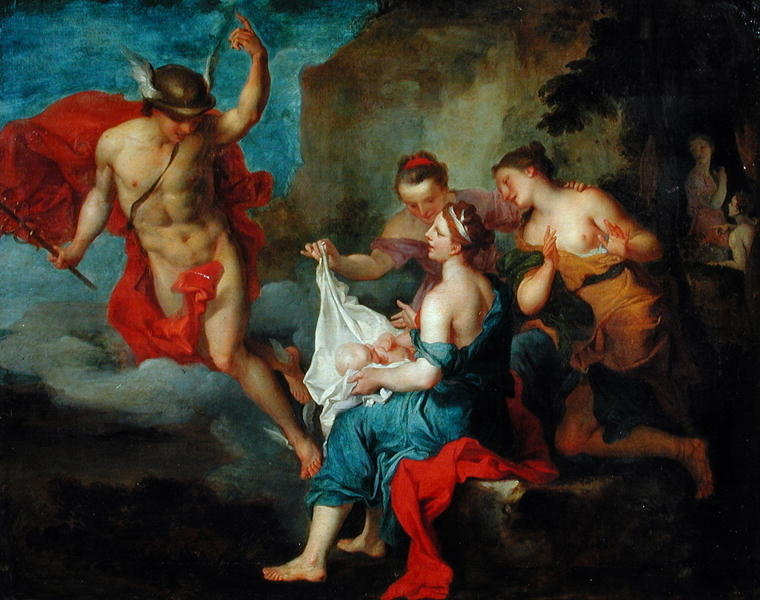
Dioniso consegnato alla ninfa Nisa - Jacques Francois Courtin (Museo delle Belle Arti di Arras)

La versione generalmente più conosciuta è quella che vuole come madre Semele, figlia di Armonia e di Cadmo, re di Tebe: d'altra parte il suo nome può significare "la sotterranea", se non si riferisca a Selene, la dea Luna, che ribadisce così all'immagine della Terra intesa come grembo oscuro, ma stranamente fecondo, che sottrae la vita alla luce e l'assorbe per riprodurla, in un eterno ciclo di morti e resurrezioni. Anche sulle versioni del concepimento di Dioniso le tradizioni non concordano: secondo alcuni Zeus, dopo avere raccolto ciò che rimaneva del corpicino del diletto figlioccio Zagreo, generato dal fratello Ade e dalla nipote Persefone e ucciso dai Titani, cucinò il cuore del fanciullo in un brodo che fece bere alla giovane Semele, sua amante. Oppure il padre degli dei stesso, innamorato perdutamente di Semele, assunse l'aspetto di un mortale per unirsi a lei nel talamo, rendendola incinta di un bambino.
L'ennesimo tradimento di Zeus con una mortale non restò oscuro a Era, che si poteva ritenere l'unica moglie legittima del dio. Infuriata, e non potendo vendicarsi sul marito, la dea ispirò nelle tre sorelle di Semele invidia per la sorella, che nonostante fosse in età da nubile poteva vantare già un amante e anche una gravidanza. La povera Semele subì le crudeli beffe di Agave, Ino e Autonoe, le quali criticavano non solo il fatto che fosse già incinta, ma anche che nonostante il concepimento il padre del bambino non si fosse ancora deciso a venire allo scoperto e a dichiararsi.
Nel frattempo la regina degli dei, approfittando di questi contrasti, assunse l'aspetto di una vecchia anziana, Beroe, nutrice della fanciulla, la quale era sua assistente sin dalla nascita. La regina degli dei si presentò quindi a Semele, già incinta da sei mesi, che, credendola la nutrice, cominciò a parlare con lei fino a quando il discorso non cadde sul suo amante. La vecchia mise in guardia Semele, consigliandole di fare una singolare richiesta al suo amante, ovvero quella di rivelarle la propria identità, smettendo di ingannarla e nascondersi; altrimenti avrebbe potuto pensare che il suo aspetto fosse in realtà quello di un mostro. Secondo una versione diversa Semele era a conoscenza dell'identità del suo amante ed Era l'aveva messa in guardia proprio dal fidarsi del dio, esortandola a esigere una prova della sua vera identità. Suggerì quindi di chiedere a Zeus di presentarsi a lei come quando si presentava al cospetto di Era.

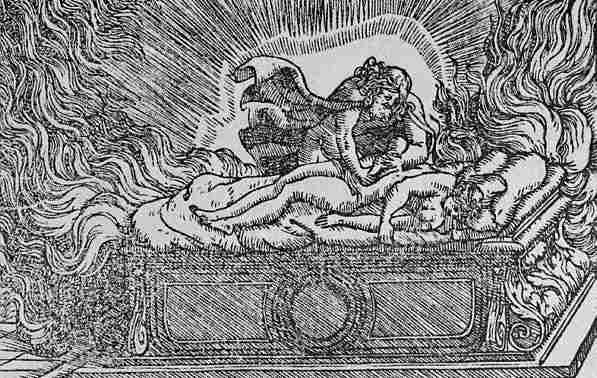
Zeus estrae Dioniso dal ventre di Semele, morta folgorata. dipinto di Ludovico Dolce, 1558.

Dopo qualche tempo, quando Zeus tornò nuovamente dalla sua amante per godere le gioie del sesso, Semele, memore delle parole della vecchia, pregò Zeus di rivelarle la sua identità e di smettere di continuare a fingere. Per timore della gelosia di sua moglie Era il dio rifiutò, e a questo punto Semele si oppose al condividere il suo letto con lui. Adirato, Zeus le apparve tra folgori e fulmini accecanti, tanto che la fanciulla, non potendo sopportare il tremendo bagliore, venne incenerita.
Secondo l'altra versione quando il padre degli dei tornò dalla sua amante Semele gli chiese di offrirle un regalo ed egli promise di esaudire qualsiasi desiderio della fanciulla. Semele chiese allora al re degli dei di manifestarsi in tutta la sua potenza. Zeus, disperato, fu costretto a realizzare la richiesta di Semele, che rimase uccisa. Per impedire che il bambino morisse Gea, la Terra, fece crescere dell'edera fresca in corrispondenza del feto; ma Zeus incaricò Ermes (o secondo altri lo fece egli stesso) di strappare il feto dal ventre materno e se lo fece cucire dentro la coscia. Passati altri tre mesi e finito il periodo di gestazione, il sovrano degli dèi partorì il bambino, perfettamente vivo e formato, dandogli il nome di Dioniso che vuol dire il "nato due volte" o anche "il fanciullo dalla doppia porta".

### Infanzia e giovinezza di Dioniso

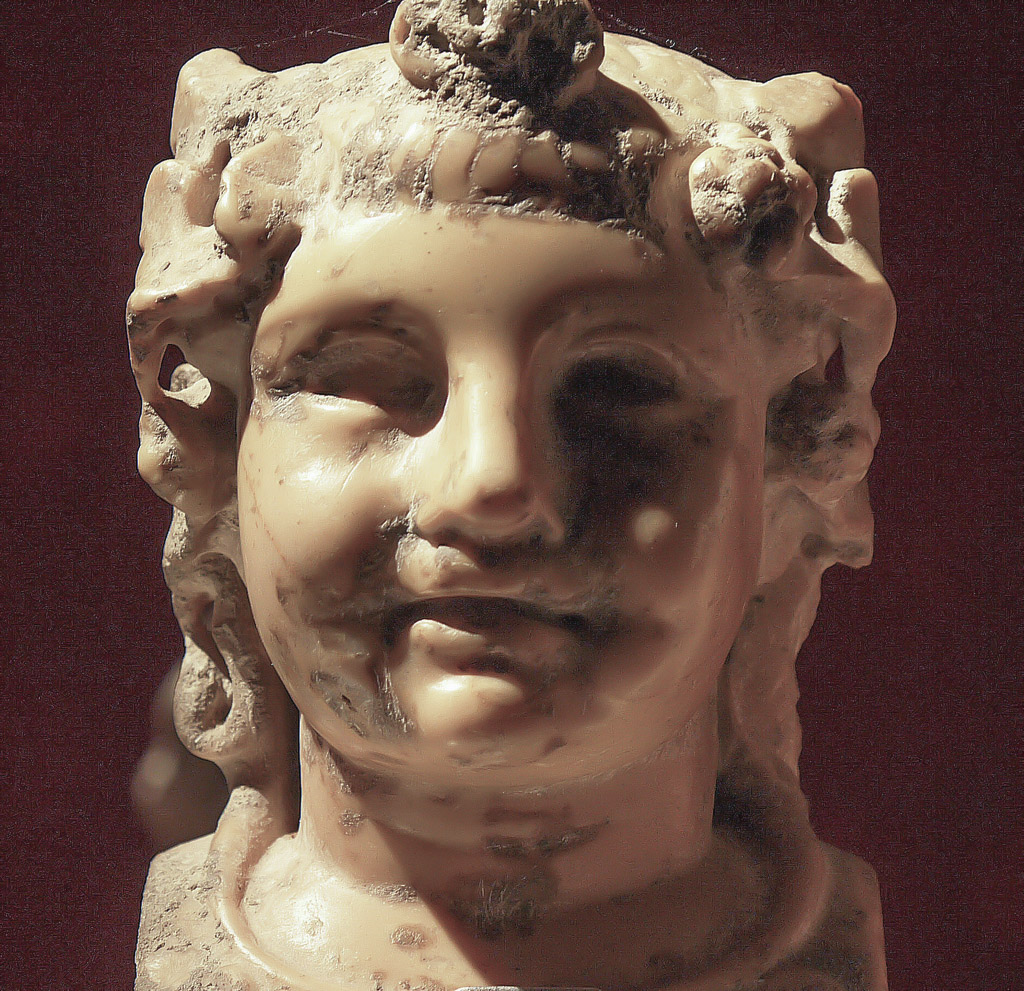
Dioniso bambino, Museo di Malaga.

Quando il piccolo Dioniso nacque dalla coscia di Zeus, lui lo affidò alle cure della sorella di Semele, Ino e a suo marito Atamante. Questo però non passò inosservato agli occhi attenti di Era, la quale fece impazzire i due sposi. Atamante, credendo di vedere un cervo nel figlio Learco, lo uccise a colpi di freccia, mentre Ino gettò il piccolo Melicerte in una tinozza di acqua bollente, uccidendolo, e una volta schiarita la mente e resosi conto di quello che aveva fatto si gettò in mare.
Dioniso era stato prontamente trasformato in una capra da Zeus, o forse da Ermes, e aveva potuto osservare tutto. Dal quel momento capì la pericolosità della pazzia e della poca chiarezza di mente, e in seguito ne fece uno dei suoi poteri divini. La capra diventò anche uno dei suoi animali sacri.
Dioniso rimase solo nella casa abbandonata e chissà cosa gli sarebbe successo se Ermes non lo avesse preso con sé. Lo portò in una lontana montagna dell'Asia minore sulla quale vivevano le, Iadi, ninfe dei boschi. Queste crebbero amorevolmente il piccolo Dioniso finché non fu tempo di trovargli un precettore. Chiesero allora a Sileno, un anziano figlio di Pan e di una ninfa che possedeva una straordinaria saggezza ed il dono della divinazione.

### La divinità errante

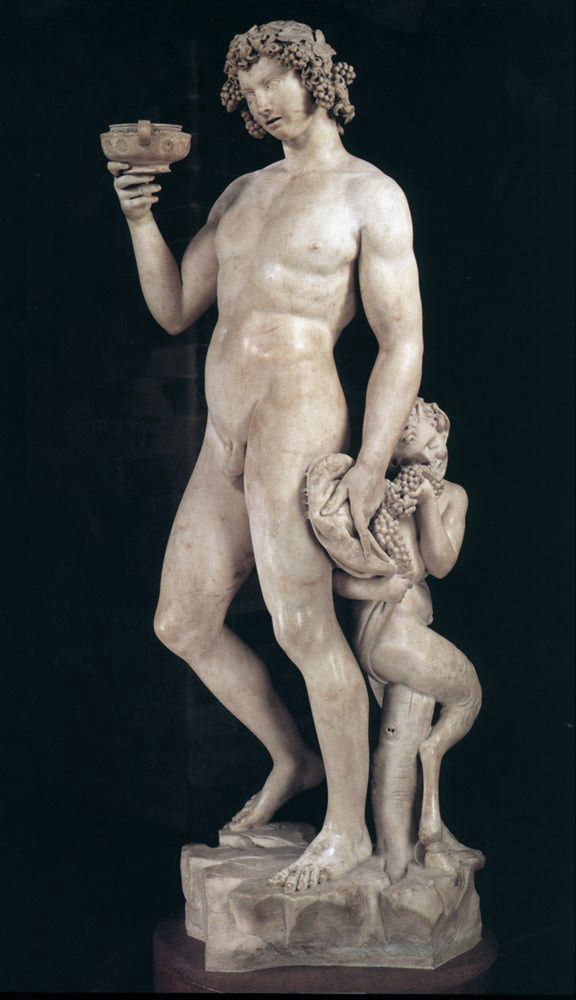
Il Bacco ebbro in compagnia di Pan, di Michelangelo Buonarroti. Museo del Bargello, Firenze

Raggiunta la maturità, Era non poté fare a meno di riconoscerlo come figlio di Zeus, punendolo però al contempo con la pazzia. Egli iniziò allora a vagare insieme al suo tutore Sileno e a un gruppo di satiri e baccanti (così erano dette le seguaci del dio) fino in Egitto, dove si batté con i Titani.
In seguito si diresse in oriente, verso l'India, sconfiggendo numerosi avversari lungo il suo cammino (tra cui il re di Damasco, che scorticò vivo) e fondando numerose città: dopo aver sconfitto il re indiano Deriade, Dioniso ottenne l'immortalità. Ma al suo ritorno gli si oppose il popolo delle Amazzoni, che egli aveva già precedentemente respinto fino a Efeso: le donne guerriere vennero nuovamente sbaragliate dal dio e dal suo seguito.
Fu allora che decise di tornare in Grecia in tutta la sua gloria divina, come figlio di Zeus; dopo essersi purificato dalla nonna Rea per i delitti commessi durante la pazzia, sbarcò in Tracia, dove regnava re Licurgo. Quando il re della Tracia Licurgo seppe che Dioniso aveva fatto irruzione nei suoi territori, gli si oppose facendo imprigionare tutti i seguaci del dio: questi riuscì però a fuggire rifugiandosi da Teti.
Adirato contro il re di Tracia, Dioniso inviò una terribile siccità che scatenò una rivolta tra il popolo, e maledisse Licurgo facendolo impazzire: reso folle dal dio, il sovrano uccise a colpi d'ascia il figlio scambiandolo per un ramo d'edera. Un oracolo nel frattempo, a cui era stato chiesto consiglio, aveva emesso questo verdetto, che tutto il regno sarebbe rimasto secco e sterile fino a quando Licurgo fosse rimasto in vita: il popolo trascinò quindi fuori dal palazzo il proprio sovrano e lo linciò sulla pubblica piazza.
Con la morte di Licurgo Dioniso liberò la Tracia dalla maledizione. In una versione alternativa della storia Licurgo aveva tentato di uccidere un seguace del dio ma questi, che era stato trasformato immediatamente in un vitigno, si attorcigliò strettamente attorno al re infuriato e lo trattenne tra le sue spire fino a strangolarlo.
In seguito Dioniso tolse il senno anche al fratellastro di Licurgo, il pirata Bute, che aveva violentato una delle Menadi.

### Il ritorno in Grecia
Sottomessa la Tracia, passò in Beozia e poi alle isole dell'Egeo, dove noleggiò una nave da alcuni giovani marinai diretti a Nasso; questi si rivelarono poi essere pirati che intendevano vendere il dio come schiavo in Asia, ma Dioniso si salvò tramutando in vite l'albero maestro della nave e sé stesso in leone, popolando nel contempo la nave di fantasmi di animali feroci che si muovevano al suono di flauti.
I marinai, sconvolti, si gettarono in mare ma il dio li salvò trasformandoli in delfini: pur consapevoli che non avrebbero più riacquistato la forma umana, i giovani compresero anche che il dio aveva voluto concedere loro la possibilità di riscattarsi, e così dedicarono il resto della loro vita a salvare i naufraghi. Per essersi dimostrato più buono degli altri pirati, Acete, il timoniere, non subì metamorfosi, divenendo sacerdote del dio. 

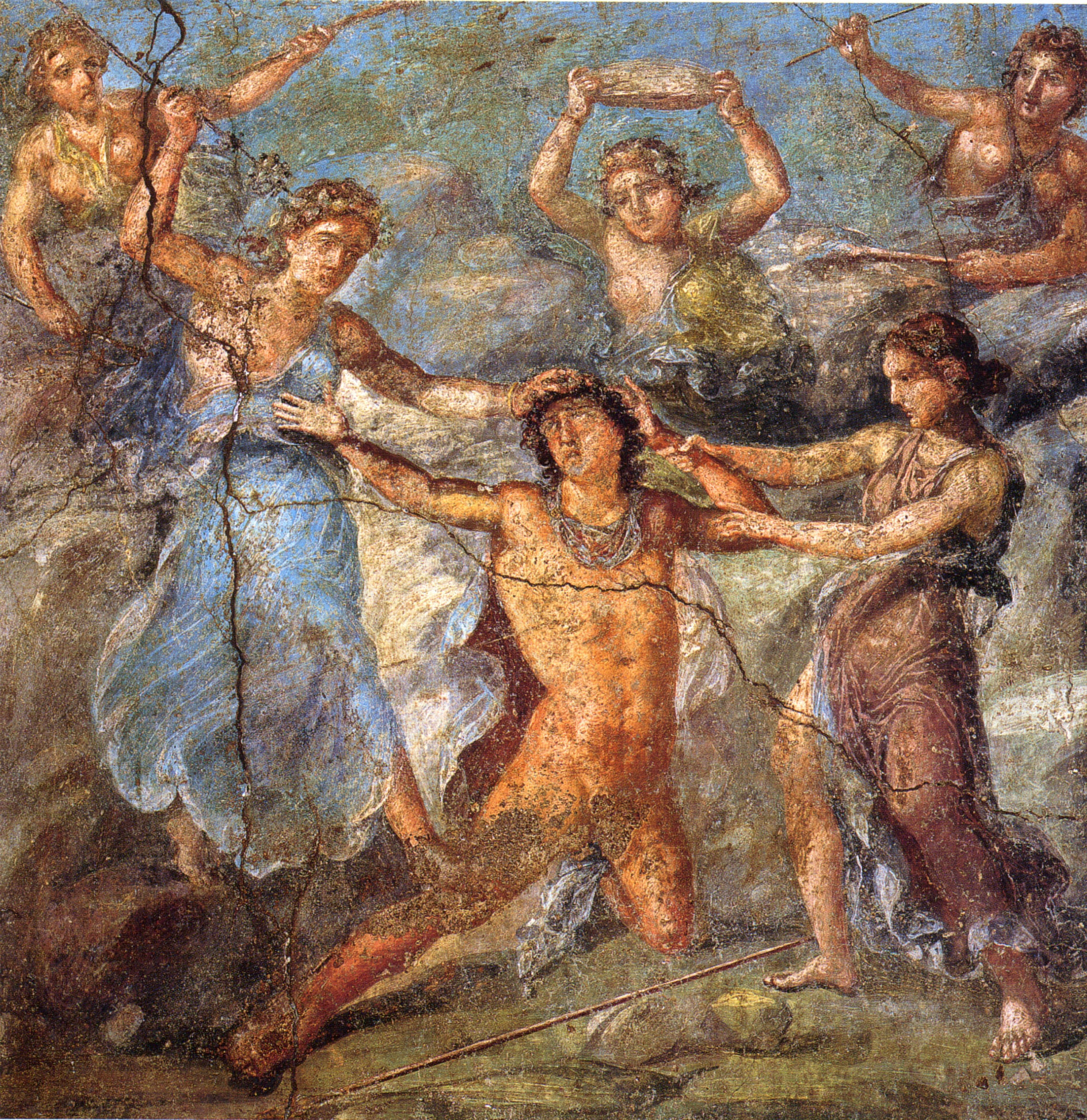
Penteo viene squartato dalle Baccanti. Casa dei Vettii, Pompei, Italia, I secolo d.C.

Quando Dioniso giunse nella sua città natale, Tebe, il sovrano Penteo, suo cugino, si oppose ai nuovi riti introdotti dal dio, facendo arrestare Acete e alcune Menadi. La vendetta di Dioniso su Tebe e sulla sua famiglia è narrata da Euripide nella tragedia intitolata Le Baccanti, composta mentre si trovava alla corte del re Archelao di Macedonia.
Nell'opera teatrale, in cui è argomentata la natura più terrifica e distruttiva del dio (al punto da far pensare che si tratti di un'opera critica verso la religione dionisiaca) Dioniso fa impazzire le donne della città, colpendo per prime le sue zie (Agave, Ino, Autonoe) le quali a loro tempo non avevano dato fiducia alle affermazioni di Semele che diceva d'esser stata messa incinta dal padre degli dèi.
Dioniso vuole anche punire l'intera città che continua a negare la sua divinità e si rifiuta pertanto di adorarlo. Le cittadine tebane lasciano la città per andare nei boschi del monte Citerone a celebrare le orge sacre a Dioniso.
Infine il dio spinge lentamente alla pazzia anche re Penteo, convincendolo a travestirsi da donna per andare a spiare le menadi mentre celebrano nei tiasi i riti sacri al dio. Attirato sul monte Citerone, lo fa uccidere dalle donne tebane, che invasate dalla divinità, scambiano Penteo per un animale selvatico; il sovrano viene letteralmente fatto a pezzi.
La prima ad avventarsi su di lui è proprio Agave, sua madre, posta a capo di un gruppo di baccanti. La donna torna a Tebe con la testa del figlio su una picca e non riconosce il proprio figlio se non quando oramai è troppo tardi e non può far altro che versare amarissime lacrime. Dioniso infine condanna all'esilio da Tebe i suoi parenti, garantendo così la sua totale vendetta.
Una volta riconosciuto come dio, secondo la volontà di Zeus, Dioniso ascende all'Olimpo.

### Le relazioni amorose

#### Chirone
Viene anche detto che il giovane Dioniso sia stato uno dei tanti allievi illustri del centauro Chirone: secondo Toloneo Chennus (testimonianza raccolta da Fozio nella sua Biblioteca) «il giovinetto Dioniso era amato da Chirone, dal quale apprende le arti del canto e della danza, oltre alle regole iniziatiche dei futuri riti bacchici». 

#### Ampelo
Il primo amore pederastico di Dioniso fu quello espresso nei confronti del giovanissimo satiro di nome Ampelo: l'adolescente con i piedi da capretto rimase ucciso cadendo dalla groppa di un toro impazzito per essere stato punto da un tafano inviatogli da Ate, la dea della malizia. Le Moire a seguito della supplica inviata loro dallo stesso dio che voleva intercedere a favore dell'amante, concessero ad Ampelo una seconda vita in forma di tralcio di vite.

#### Prosimno
Una tra le storie più note riguardanti la discesa del giovane semidio nel regno dei morti per riportare in vita la madre è quella che racconta anche del rapporto omosessuale avuto con Prosimno. Guidato dall'uomo lungo il viaggio che lo condusse fin alle porte di Ade, sulla costa dell'Argolide nei pressi di Lerna (e considerato da tutti un pozzo infinito senza possibilità alcuna d'uscita) gli venne chiesta come ricompensa di farsi amare come una donna: Dioniso accettò, gli chiese solo di aspettare che avesse portato in salvo Semele dalle grinfie della morte. Al suo ritorno dagli inferi però Dioniso scoprì che il pastore era morto prima ch'egli potesse onorare il suo impegno.
Direttosi al tumulo che conteneva le spoglie mortali di Prosimno, Dioniso s'impegnò a soddisfarne almeno l'ombra: da un ramo di ulivo (o di fico) creò un Phallos di legno e vi si sedette sopra. Infine pose la figura dell'amante tra le stelle del cielo.
Questo racconto è sopravvissuto solamente grazie a fonti cristiane, il cui obiettivo primario era quello di screditare moralmente tutta la religione pagana precedente: è servita tuttavia come spiegazione parziale per spiegare alcuni tra gli oggetti segreti che venivano rivelati durante i misteri dionisiaci.

#### Il matrimonio con Arianna
Il dio giunse all'isola di Nasso, dove incontrò Arianna abbandonata da Teseo e la sposò, dopodiché riprese di nuovo il mare per la Grecia. Sbarcato ad Argo, Perseo gli eresse un tempio perché placasse le donne di quella città, fatte impazzire dal dio come punizione per l'eccidio dei suoi seguaci, permettendo a Dioniso di entrare nell'Olimpo.

## Amanti e figli di Dioniso
1. Afrodite
  1. Cariti
  2. Priapo
  3. Imene
  4. Iacco[37]
2. Alessiroe
  1. Carmanore
3. Alfesibea
  1. Mede
4. Altea
  1. Deianira
5. Arianna
  1. Ceramo
  2. Enieo
  3. Enopione
  4. Evante
  5. Eurimedonte
  6. Fano
  7. Latramis
  8. Marone
  9. Pepareto
  10. Stafilo
  11. Tauropoli
  12. Toante
6. Arianna, Ctonofila o Aretirea
  1. Flias
7. Aura
  1. Iacco[38]
8. Circe
  1. Comus
9. Fiscoa
  1. Narceo
10. Nicea
  1. Telete
11. da madre sconosciuta
  1. Mete
  2. Sabazio
  3. Tisa

## Dioniso Zagreo e la tradizione orfica
In antropologia Dioniso rappresenta il mito della "resurrezione del Dio ucciso". La versione religiosa orfica della venuta al mondo di Dioniso ribattezza il dio col nome di Zagreo. Zagreo (Zαγρεύς) è il figlio che Ade, sotto forma di serpente, ebbe dalla moglie Persefone (o, secondo altre versioni, nato da Persefone e il padre Zeus). Tale nome appare per la prima volta nel poema dal VI secolo Alcmenoide, nel quale si dice: Potnia veneranda e Zagreo, tu che sei sopra tutti gli dei. Secondo Diodoro Siculo, i Cretesi consideravano Dioniso figlio di Ade, o Zeus, e Persefone e loro conterraneo. Di fatto gli epiteti di Dioniso a Creta erano Cretogeno, Ctonio, in quanto figlio della regina del mondo sotterraneo, e appunto Zagreo.
Secondo questo mito, Zeus aveva deciso di fare di Zagreo il suo successore nel dominio del mondo, provocando così l'ira di sua moglie Era. Zeus aveva affidato Zagreo ai Cureti affinché lo allevassero. Allora Era si rivolse ai Titani, i quali attirarono il piccolo Zagreo offrendogli giochi, lo rapirono, lo fecero a pezzi e divorarono le sue carni. Le parti rimanenti del corpo di Zagreo furono raccolte da Apollo, che le seppellì sul monte Parnaso; Atena invece trovò il cuore ancora palpitante del piccolo e lo portò a Zeus.
In base alle diverse versioni:
- Zeus avrebbe mangiato il cuore di Zagreo, poi si sarebbe unito a Semele e questa avrebbe partorito Dioniso.
- Zeus avrebbe fatto mangiare il cuore di Zagreo a Semele che avrebbe dato al dio divorato una seconda vita, generando appunto Dioniso.

Zeus punì i Titani fulminandoli, e dal fumo uscito dai loro corpi in fiamme sarebbero nati gli uomini. Questa versione è narrata anche da Nonno di Panopoli nelle Dionisiache.
Negli Inni orfici, che presentano una diversa teogonia rispetto a quella più famosa di Esiodo, nell'elenco dei sovrani degli dei, Dioniso è il sesto (dopo Fanes, Notte, Urano, Kronos e Zeus); «l'ultimo re degli dei, investito da Zeus; il padre lo pone sul trono regale, gli dà lo scettro e lo fa re di tutti gli dei». Sempre negli Inni Orfici, Dioniso viene fatto a pezzi dai Titani e ricomposto da Apollo. E, parlando della nascita di Dioniso: «La prima è dalla madre, un'altra è dalla coscia, la terza avviene quando, dopo che è stato straziato dai Titani, e dopo che Rea ha rimesso insieme le sue membra, egli ritorna in vita».
Un'antica etimologia popolare, farebbe risalire di-agreus (perfetto cacciatore), il nome Zagreo.

## Il simbolo della maschera

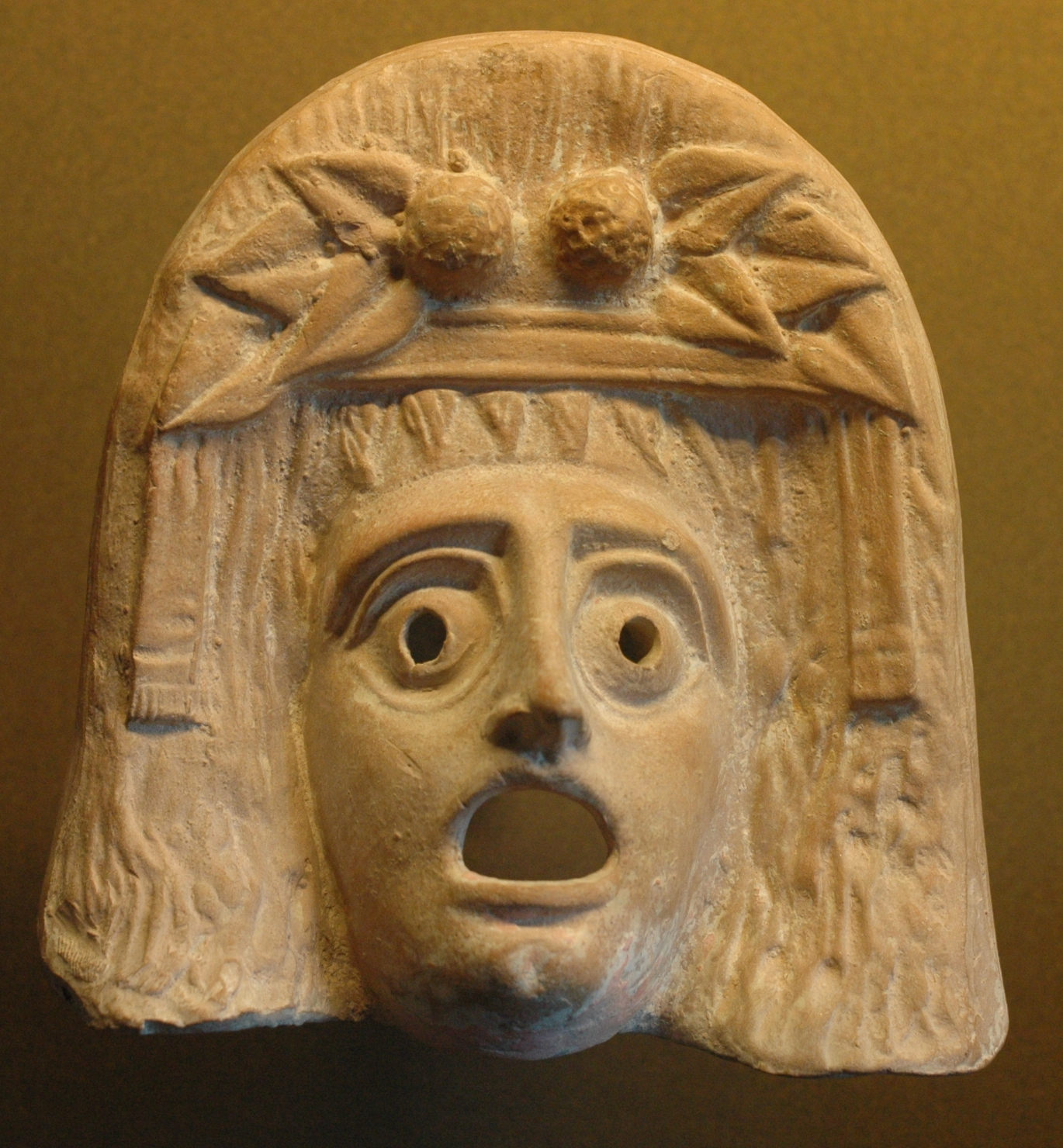
Maschera teatrale di Dioniso

L'impetuoso avvento di Dioniso e la sua misteriosa presenza sono simboleggiate da un'immagine da cui traspare l'enigma perturbante della sua duplicità e con esso la sua frenesia: la maschera. Nella festa della vendemmia, ad esempio, Dioniso era presente in figura d'una maschera. La maschera, invero, ricorre anche in altri culti greci, ma solo quelle dionisiache rappresentavano il dio nella sua epifania. A causa delle notevoli dimensioni, tali maschere dunque non venivano indossate ma erano concepite come le immagini stesse del dio. La materia è ancora controversa, ma le diverse ipotesi confluiscono sul concetto della maschera come "epifania" ed essenza del dio, e non semplice simbolo.

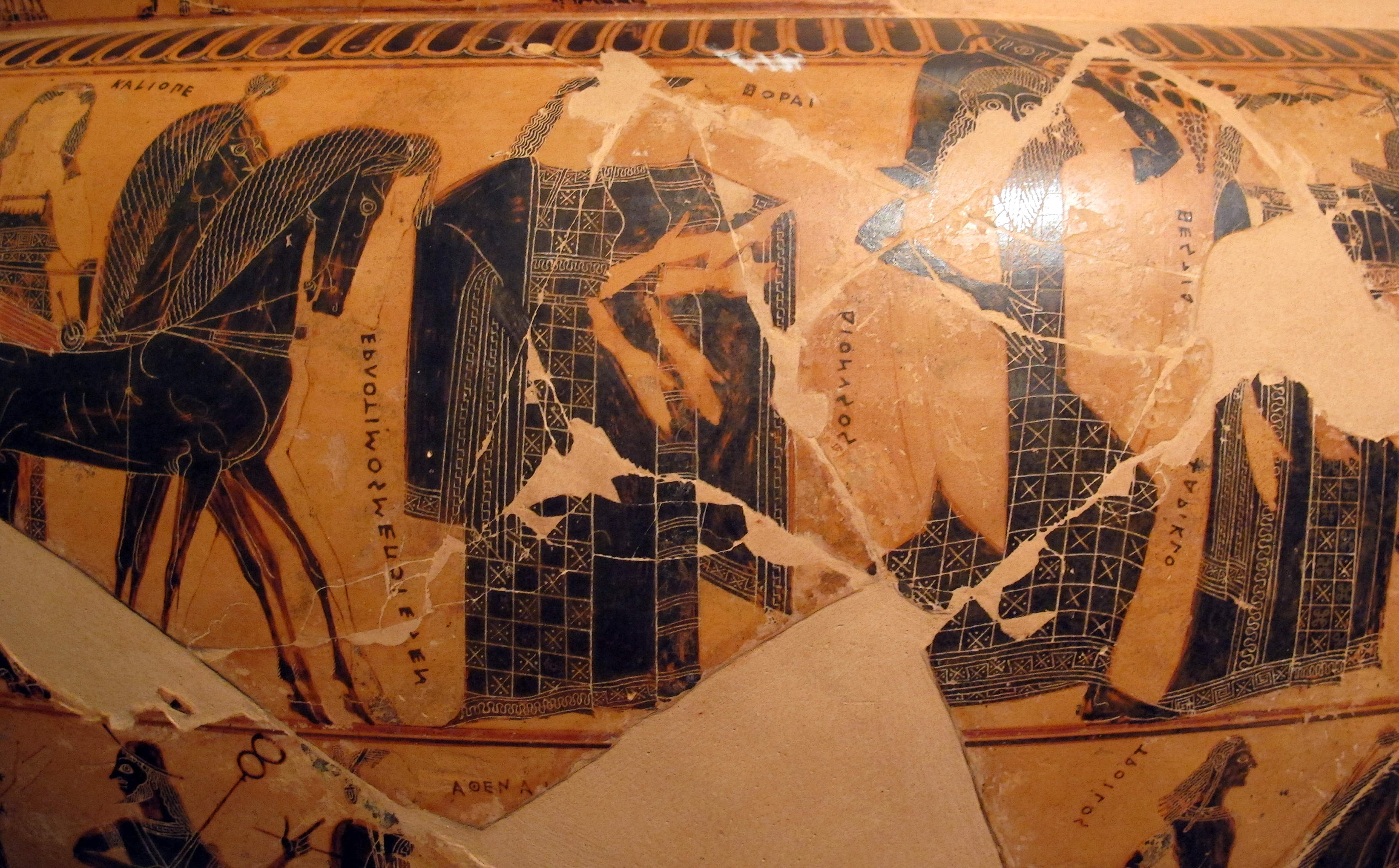
Dioniso che guarda frontalmente nel vaso François

Sul vaso François, Dioniso, nel corteo degli dei, si presenta diversamente dagli altri: mentre quelli si mostrano di profilo, solo lui volge direttamente all'osservatore il suo gigantesco volto dagli occhi immensi. Questa particolarità viene generalmente spiegata col fatto che fino dall'antichità Dioniso sarebbe stato rappresentato di preferenza con la maschera, ma lo si rappresentava così perché era “il contemplante”, il dio della più immediata presenza. Dal vaso François ci guarda in modo così penetrante proprio perché è sua caratteristica apparire improvvisamente, e con tanta potenza agli occhi degli uomini che la maschera - tipica delle divinità naturalistiche e degli spiriti primigeni - gli serve da simbolo e da personificazione nel culto.
Il volto dagli occhi scrutatori è stato da tempi immemorabili considerato come la più caratteristica manifestazione delle nature di tipo umano o ferino, e questa manifestazione viene riaffermata efficacemente dalla maschera, in quanto essa è la più forte immagine della presenza, della frontalità, di ciò “che viene incontro”: i suoi occhi sbarrati davanti a sé sono tali che non si può fuggire, il suo volto è intenso, vibrante e ambiguo, simbolo contraddittorio di immediata presenza e assoluta assenza, di realtà e illusione, ragione e follia.
La maschera di Dioniso si distingue da quella delle altre divinità perché è più penetrante e immediatamente sensibile, ed è collegata con l'infinito enigma della duplicità e della contraddizione: i misteri ultimi dell'essere e del non-essere fissano l'uomo con occhi smisurati in un'esperienza totalizzante, che investe la dimensione dell'assoluto. Questo spirito della duplicità che contraddistingue Dioniso e il suo regno ricorre in tutte le forme del suo operare, è la causa di quello stravolgimento che ogni elemento dionisiaco non manca mai di suscitare perché è lo spirito di una natura selvaggia e universale.

## I Misteri Dionisiaci

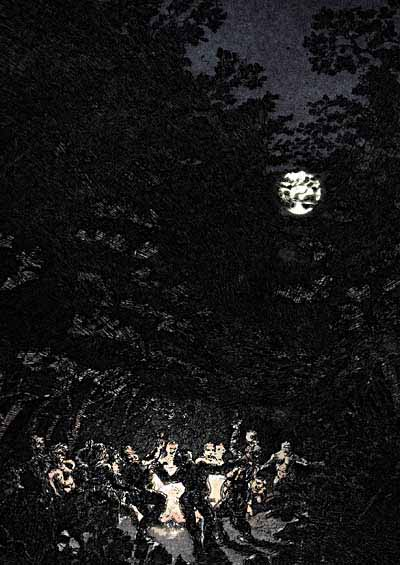
Baccanale, rito dionisiaco.

In onore di Dioniso si svolgevano riti misterici, riservati cioè ai soli iniziati, corrispondenti a quelli romani in onore di Bacco.
Elemento tipico del culto di Dioniso è la partecipazione essenzialmente femminile alle cerimonie che si celebravano in svariate zone della Grecia: le baccanti (chiamate anche menadi, lene, tiadi o bassaridi) ne invocavano e cantavano la presenza soprannaturale e, anche per mezzo di maschere (importanti nel culto di Dioniso, che si suppone legato alla nascita della tragedia greca), riproducevano ritualmente il mitico corteo dionisiaco di sileni, satiri e ninfe. Si identificavano con il dio e ne acquisivano il "furore", inteso come stato d'invasamento divino: scopo del rito era quello di ricordare le vicende mitologiche di Dioniso; erano incoronate da frasche di alloro, tralci di vite e pampini, e cinte da pelli di animali selvatici, e reggevano il tirso, una verga appesantita a un'estremità da una pigna che ne rendeva instabili i movimenti; gli uomini erano invece camuffati da satiri (vi partecipavano anche gli schiavi). Ebbro di vino, il corteo, chiamato tiaso, si abbandonava alla vorticosa suggestione musicale del ditirambo, lirica corale e danza ritmica ossessiva ed estatica. Un rito particolarmente violento e brutale era lo Sparagmòs (σπαραγμός) che consisteva nel dilaniare a mani nude degli animali allo scopo di mangiarne le carni crude. Tale rito è persino descritto ne Le Baccanti di Euripide.
Nei rituali dionisiaci venivano stravolte le strutture logiche, morali e sociali del mondo abituale. Il filosofo Friedrich Nietzsche, ne La nascita della tragedia, affermò che la potenza dionisiaca induceva in uno stato di estasi ed ebbrezza infrangendo il cosiddetto "principio di individuazione", ossia il rivestimento soggettivo di ciascun individuo, e riconciliava l'essere umano con la natura in uno stato superiore di armonia universale che abbatteva convenzioni e divisioni sociali stabilite arbitrariamente dall'uomo. Nietzsche sosteneva che la vita stessa, come principio che anima i viventi, è istinto, sensualità, caos e irrazionalità, e per questo non poté che vedere in Dioniso la perfetta metafora dell'esistenza: ciò che infonde vita nelle arterie del mondo è infatti una fonte primeva e misteriosa che fluttua caotica nel corpo e nello spirito, è la tempesta primigenia del cosmo in eterno mutamento. Hegel, da parte sua, nella prefazione alla Fenomenologia dello spirito, raffigurò in un'immagine dionisiaca la conoscenza del Vero, quando la paragonò al «vacillare della baccante, in cui non v'è membro che non sia ebbro».

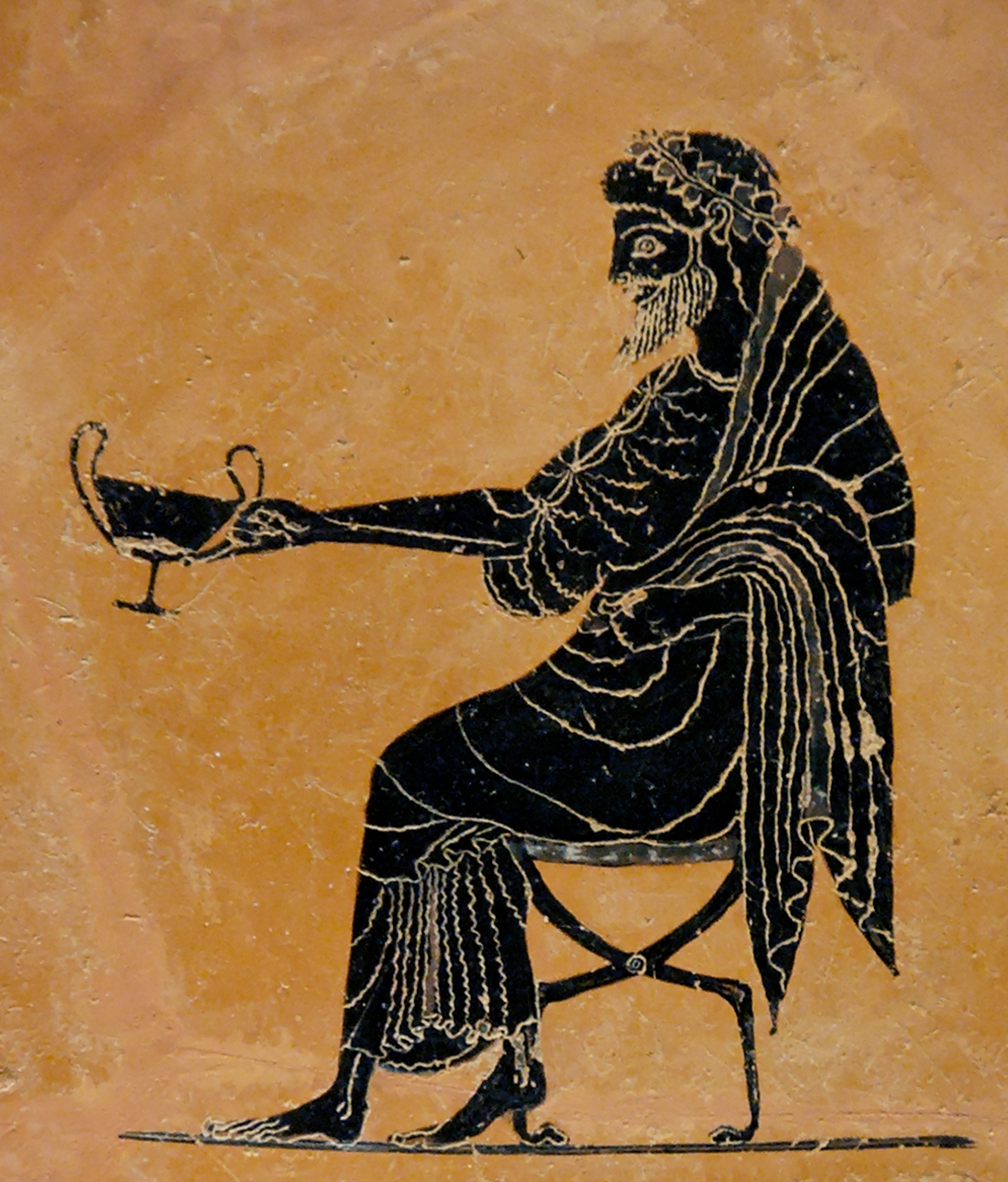
Dioniso raffigurato su un vaso greco, da notare in particolare l'edera che porta intorno al capo (uno dei simboli del dio), la coppa (kantharos) colma di vino e simbolo dell'ebbrezza, la lunga barba spesso prerogativa del dio.

Mircea Eliade scrive: «Il Mistero era costituito dalla partecipazione delle baccanti all'epifania totale di Dioniso. I riti vengono celebrati di notte, lontano dalla città, sui monti e nelle foreste. Attraverso il sacrificio della vittima per squartamento (sparagmós) e la consumazione della carne cruda (omofagia) si realizza la comunione con il dio, perché gli animali fatti a brani e divorati sono epifanie, o incarnazioni, di Dioniso. Tutte le altre esperienze - la forza fisica eccezionale, l'invulnerabilità al fuoco e alle armi, i "prodigi" (l'acqua, il vino, il latte che scaturiscono dal suolo), la "dimestichezza" con i serpenti e i piccoli delle bestie feroci - sono resi possibili dall'entusiasmo, dall'identificazione con il dio. L'estasi dionisiaca significa anzitutto il superamento della condizione umana, la scoperta della liberazione totale, il raggiungimento di una libertà e di una spontaneità inaccessibili ai mortali».

### La natura di Dioniso
Divinità enigmatica e ammaliante, Dioniso si faceva beffe di ogni ordinamento e convenzione, sconvolgeva le coscienze, sgretolava regole e inibizioni riconducendo gli uomini, in un vortice delirante, al loro stato di purezza primordiale. Per il filologo Walter Otto rappresenta «lo spirito divino di una realtà smisurata» che si manifesta in un eterno deflagrare di forze opposte: estasi e terrore, vita e morte, creazione e distruzione, fragore e silenzio; è una pulsione vitale dirompente e selvaggia, che affascina e inquieta: la sinfonia inebriante dell'universale realtà del cosmo.
Per Karl Kerenyi «dove regna Dioniso la vita si rivela irriducibile e senza confini». Per Roberto Calasso, il dio ubriaco era «intensità allo stato puro» che «travolgeva nell'ebbrezza e usava il sarcasmo verso chiunque gli si opponesse». Per Giorgio Colli è «il dio della contraddizione, di tutte le contraddizioni [...] è l'assurdo che si dimostra vero con la sua presenza».
E ancora: è il dio della potenza provvidenziale e distruttiva per Jeanne Roux; è «il dio dell'ambiguità», «il differente», che unisce le polarità contraddittorie dell'umano per H.S. Versnel; è il dio di una no man's land in cui gli opposti della saggezza e della follia si uniscono per Claude Calame; è il dio che rappresenta quell'elemento di alterità che ogni essere umano porta dentro di sé per Jean-Pierre Vernant; non è una divinità greca come le altre per Dabdab Trabulsi; è «un'arborescenza illimitata di doppie tensioni» per Charles Segal; è un paradosso, «la somma di innumerevoli contraddizioni», tanto da presentarsi come «abisso ed enigma», per Albert Henrichs. È l'unico, vero dio, secondo Osho Rajneesh, «tutti gli altri dei sono falsi».

## Le Dionisie urbane e campestri
Il culto di Dioniso, diffuso in tutta la Grecia, era particolarmente vivo in Beozia e in Attica. Ad Atene erano importanti le dionisie rurali (o Piccole Dionisie) e quelle urbane (o Grandi Dionisie). Nelle prime, celebrate nei vari borghi dell'Attica, è elemento tipico la falloforia, o processione del fallo, che fa riferimento alle connotazioni agricole e di fecondità del dio; nelle dionisie urbane sono elemento centrale le rappresentazioni teatrali, presenti anche in un'altra festa dionisiaca ateniese, le lenee.
Il ciclo delle celebrazioni ufficiali in onore del dio ad Atene era chiuso dai tre giorni delle antesterie, all'inizio della primavera: vi si riscontra la relazione con la vegetazione e il legame col regno dei morti (il terzo giorno si pensava che i morti ritornassero fra i vivi per essere poi, al termine della festa, ritualmente allontanati). A Delfi i tre mesi invernali erano sacri a Dioniso, e l'immagine del dio e del suo corteo era raffigurata su una delle due facciate del tempio.
Il culto di Dioniso venne introdotto in Italia dalle colonie greche e fu oggetto anche di provvedimenti repressivi, come il senatoconsulto del 186 a.C. che vietava i baccanali, ma nella religione mistica ebbe sempre grande importanza fino all'età imperiale. Nella tarda antichità il culto di Dioniso assurse a religione cosmica e si espanse capillarmente in maniera del tutto spontanea: solo le vicende storiche posero fine alla sua influenza.

## Dioniso e le origini del teatro
La tragedia è una creazione del mondo greco, ma riguardo alle sue origini le fonti sono scarse e frammentarie. Tutti gli studiosi concordano tuttavia sull'iniziale matrice religiosa del teatro greco che andrebbe rintracciata nei riti celebrati in onore di Dioniso, di cui la danza e la musica erano parte integrante. Aristotele collega la tragedia con il ditirambo, un canto corale in onore di Dioniso che veniva intonato da un corteo di satiri danzanti, guidato da un corifeo, in occasione di feste legate al culto del dio, e con un elemento satiresco; fornendo anche l'etimologia del termine come "canto dei capri",(trágos, capro; ōdē, canto), dalle maschere dei partecipanti. Interpretazioni successive parlano invece di "canto in onore del capro" o di "canto per ottenere il premio di un capro".
Secondo la tradizione il ditirambo, sorto nel VII secolo a.C. nella regione di Corinto, sarebbe stato introdotto in Attica da Tespi, un personaggio quasi leggendario che non solo avrebbe conferito forma letteraria al genere ma avrebbe anche creato per primo la figura dell'attore, introducendo la presenza di un interlocutore (l'hypokrités) che dialogava con il corifeo, e dando così una dimensione drammatica al canto primitivo. Da qui sarebbe scaturita la rappresentazione teatrale vera e propria, accolta nel contesto sociale come parte di un ciclo di festeggiamenti che si svolgeva periodicamente ad Atene due volte l'anno. Un'origine analoga avrebbe dato vita alla commedia, derivata da una processione spontanea a carattere buffonesco in onore di Dioniso conclusa da un canto fallico.

## Dioniso e la psicologia

### Dioniso nell'interpretazione della scuola junghiana
James Hillman (1926-2011), fra i principali successori di Jung nella scuola della psicologia analitica, ha sviluppato profonde riflessioni sulla figura e sull'archetipo di Dioniso. Nel suo saggio breve Dioniso negli scritti di Jung, primo capitolo di Figure del mito, sintetizza quanto Jung aveva scritto a proposito di Dioniso e del dionisiaco per poi fornire una personale interpretazione.
Dioniso non è stato un tema centrale per Jung: secondo Hillman, ciò è causato da un lato dagli originali studi di Erwin Rohde e di Nietzsche che lasciavano ben poco spazio a un’ulteriore esplorazione dal tema, dall’altro dall’interesse prevalente di Jung verso la schizofrenia e la figura archetipica di Ermes-Mercurio piuttosto che verso l’isteria e l’archetipo dionisiaco; non a caso Freud, che iniziò la costruzione della sua teoria a partire proprio dall’isteria, fece al contrario più volte uso di metafore dionisiache (la zoé, il bambino e la bisessualità rappresentate da Dioniso) nel parlare delle zone erogene e dell’infante come perverso polimorfo. Nondimeno in diverse occasioni Jung analizza il dio classico e l’archetipo a cui egli dà il nome. Negli scritti alchemici di Jung, Dioniso è associato alla scimmia e alla Messa nera, a “Sua Maestà il Diavolo”. In altri scritti Jung evidenzia le affinità fra Dioniso e Wotan, analizzando la figura di Nietzsche e la pazzia che caratterizzò l’ultima parte della sua vita in riferimento allo smembramento di Zagreo. Lo smembramento di Dioniso è tuttavia la dimostrazione della sua divisibilità in parti: da un lato lo smembramento rimanda alla disgregazione e alla scomposizione del corpo dell’individuo e della sua stessa vita, ed è in qualche modo replicato dai processi che stanno alla base dei sintomi psicosomatici, dell’isteria, nelle fantasie-fobie sul cancro; dall’altro lato l’esperienza dello smembramento del controllo centrale rappresenta la “resurrezione della luce naturale della coscienza archetipica distribuita in ciascun organo del corpo”, la stessa “distribuzione della coscienza nelle membra, negli organi e nelle zone del corpo” che si evince dal simbolismo dell'Ulisse di Joyce.
Hillman sviluppa la riflessione del suo maestro sul dionisiaco affermando che la coscienza della psicologia analitica “è sempre stata governata da una struttura archetipica che privilegia i principi della luce, dell’ordine e del distanziamento rispetto al coinvolgimento emotivo, ovvero, più brevemente, il principio apollineo rispetto al dionisiaco”: pertanto sia la psichiatria di impianto tradizionale che gli studi classici avrebbero impedito la consapevolezza del dionisiaco e la risoluzione di problemi analitici fondamentali relativi a questo archetipo, provocando anzi una rimozione e una distorsione di tutti i fenomeni ad esso connessi bollati come “isterici, femminei, incontrollabili e pericolosi”:
(James Hillman)

## Galleria d'immagini

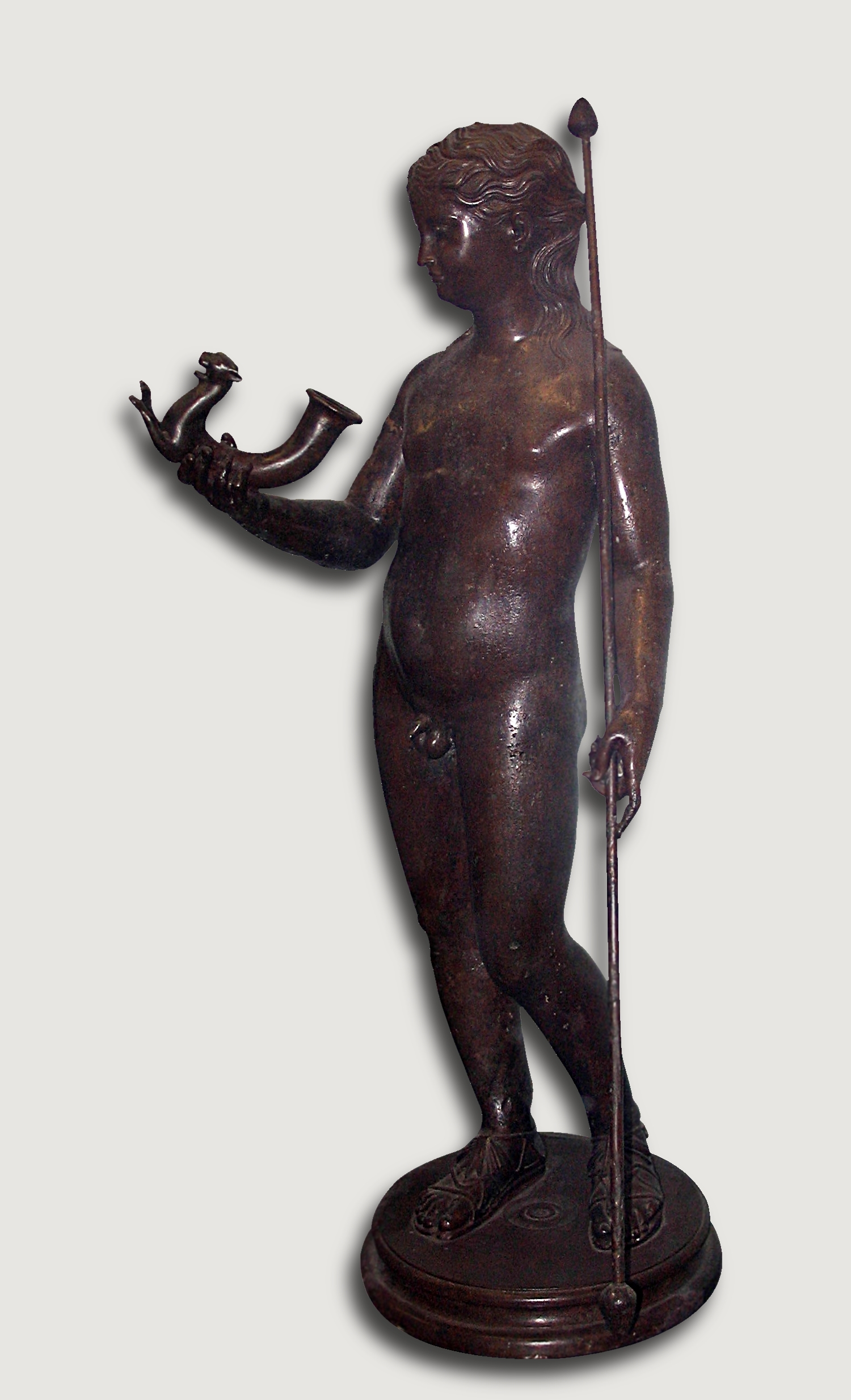
Dioniso bambino (Museo nazionale del Bardo, Tunisi).
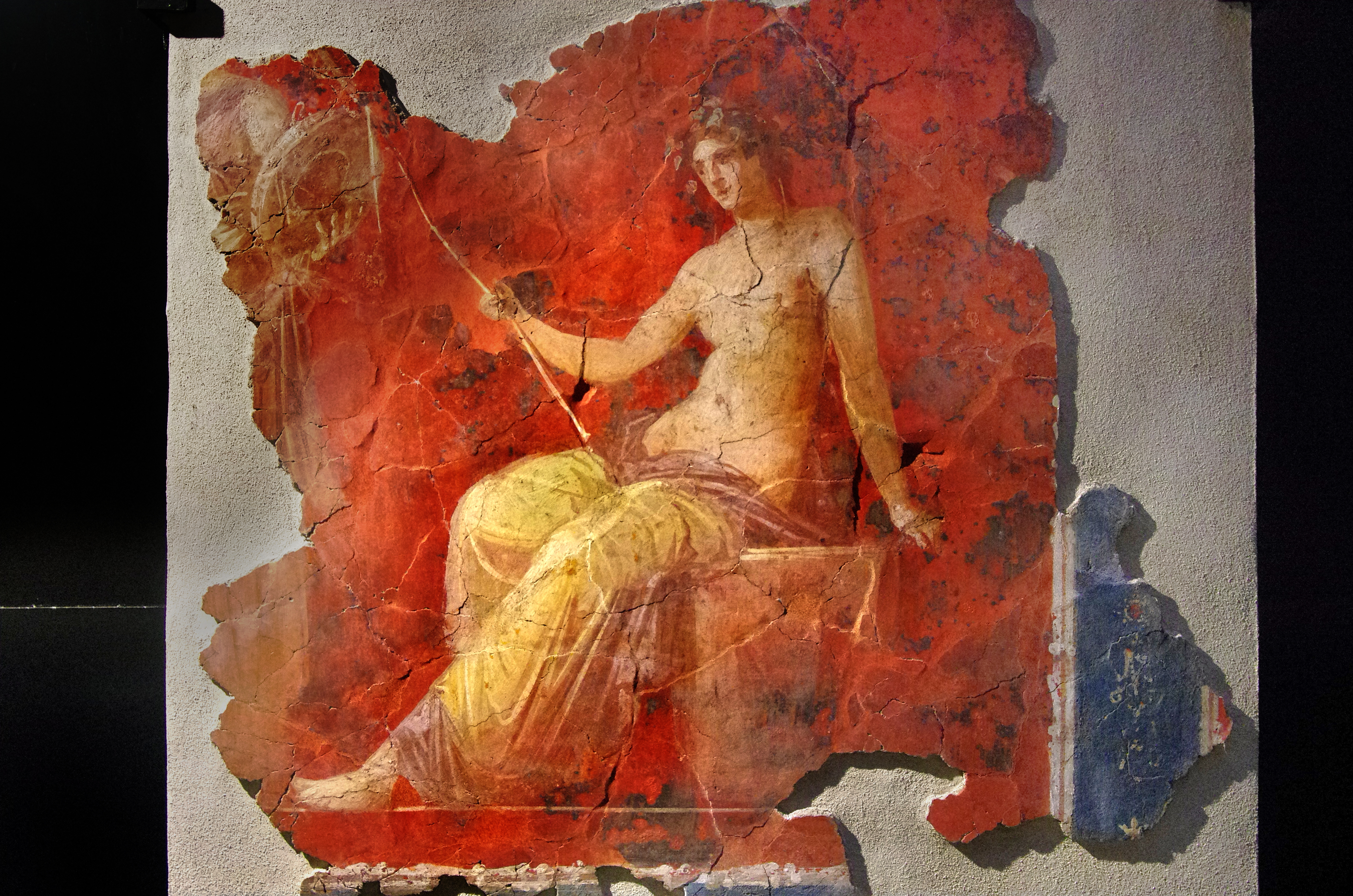
Dioniso da un affresco del soffitto della sala del triclinio dalla Domus nelle terme di Caracalla (Roma)
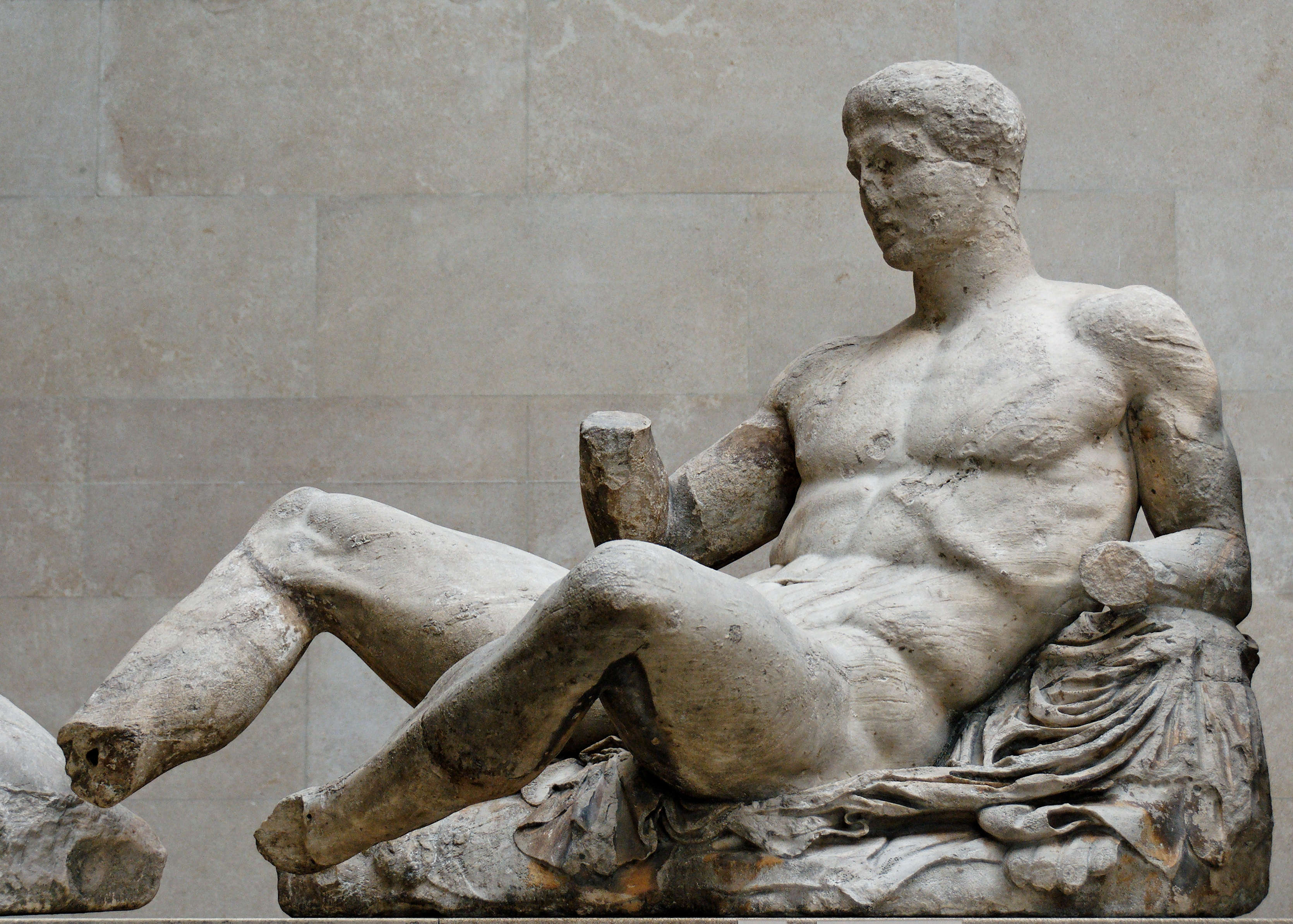
Scultura di Dioniso dell'ateniese Fidia, dal frontone orientale del Partenone, ca 447–433 a.C., Londra, British Museum.
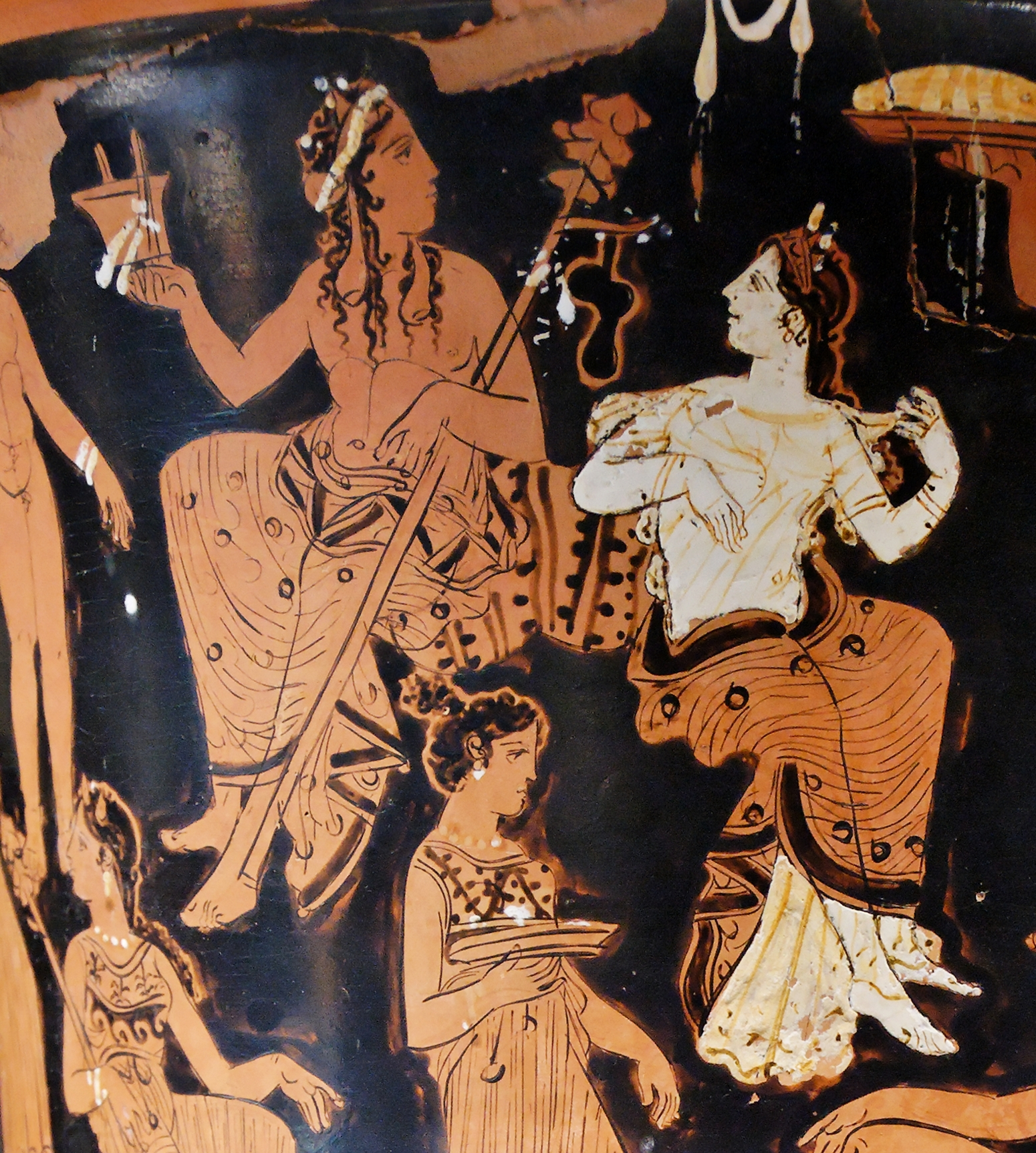
Dioniso e Arianna, particolare del lato A di un cratere Attico a figure rosse, ca 400-375 a.C., da Tebe, Parigi, Louvre.
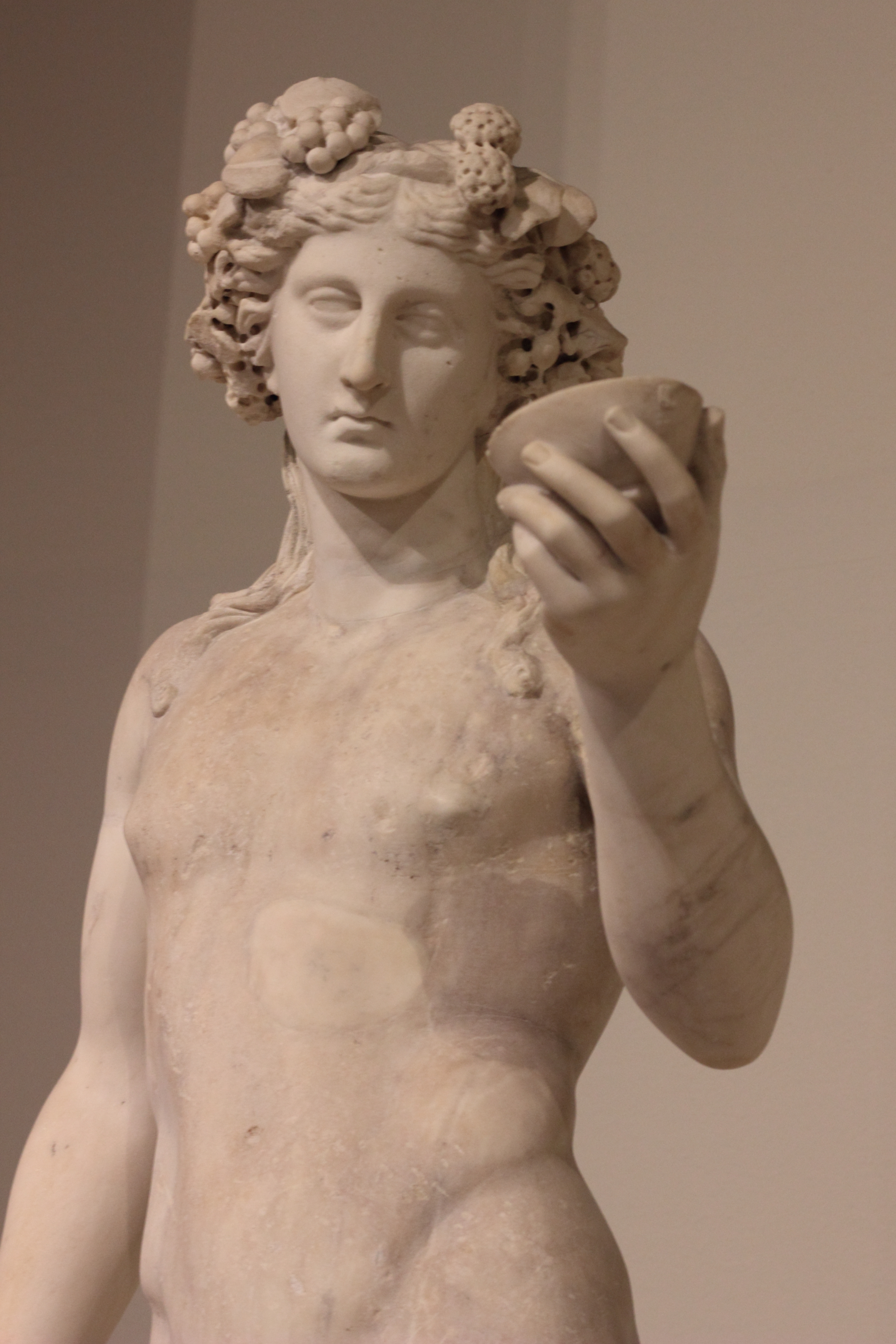
Il Dioniso detto "Cavaliere", copia romana di un originale del 300 a.C. circa, attribuito a Prassitele o all'ambiente prassitelico (Parigi, Museo del Louvre)

### Approfondimento
1. ↑  Il Dioniso originario, legato alla vegetazione, rappresentava quell'energia naturale che, per effetto del calore e dell'umidità, portava i frutti delle piante alla piena maturità. Era dunque visto come una divinità benefica per gli uomini da cui dipendevano i doni che la natura stessa offriva tra questi: l'agiatezza, la cultura, l'ordine sociale e civile. Ma poiché questa energia tendeva a scomparire durante l'inverno, l'immaginazione degli antichi tendeva a concepire talvolta un Dioniso sofferente e perseguitato.
2. ↑  Linfa che si ritrae nel mondo ctonio durante i mesi invernali per poi tornare a scorrere vivida in quelli estivi; infatti erano a lui
 cari tutti quei frutti ricchi di succo dolce come l'uva, il melograno o il fico (Jacques Brosse, Mitologia delle piante, Rizzoli, 1991, cap. 4).
3. ↑  Secondo altri il nome è invece da ricollegare alla mitica località che gli diede i natali. Dioniso era soprannominato anche Trigonos, “il nato tre volte”: dal ventre della madre Semele, dalla coscia di Zeus e dalle sue stesse membra dilaniate dai Titani.
4. ↑  Una tradizione lacone narrava diversamente la storia della nascita di Dioniso: il dio era nato normalmente a Tebe, da Semele, ma Cadmo volle esporre il bambino con la madre in un cofano, in mare. I flutti spinsero il cofano sulla costa della Laconia, dove Semele, che era morta, venne sepolta. Dioniso, invece, rimasto miracolosamente in vita, venne accolto dagli abitanti del posto e allevato (Stazio, Tebaide 1, 12).
5. ↑  Una di queste, in marmo, dalle proporzioni superiori al normale, con rami d'edera, risale alla seconda metà del VI secolo e appartiene al sacrario dionisiaco di Icaria nell'Attica, che ancora oggi s'intitola al dio; questa maschera serviva evidentemente a usi cultuali che ci sono noti dalle immagini vascolari.

### Fonti
1. ↑  
 Bruno Migliorini et al., Scheda sul lemma "Dioniso", in Dizionario d'ortografia e di pronunzia, Rai Eri, 2010, ISBN 978-88-397-1478-7.
2. 1 2  Otto 2005.
3. ↑  Fusillo 2006.
4. ↑  Il vino fu dono di Dioniso all'uomo secondo Esiodo, Catalogo delle donne fr. 239 Merkelbach-West; v. anche Le opere e i giorni, 614.
5. ↑  L'edera, peraltro, ha una forma che può ricordare quella della vite, e a volte le veniva attribuito l'appellativo poetico di oinôps o oinōpós (“color del vino”) che indica appunto la sua appartenenza a Dioniso quale dio del vino. In particolare La corrispondenza fra le due piante è illustrata da Walter F. Otto in una pagina classica del suo saggio su Dioniso: «L'edera fiorisce in autunno quando per la vite è tempo di vendemmia, e produce frutti in primavera. Tra la sua fioritura e l'epoca dei frutti sta il tempo dell'epifania dionisiaca nei mesi invernali. Così, in certo qual modo l'edera rende omaggio al dio delle inebrianti feste invernali, dopo che i suoi germogli si sono librati in alto, come se recassero una nuova primavera. Ma anche senza tale trasformazione essa è un ornamento dell'inverno. Mentre la vite dionisiaca necessita il più possibile della luce e del calore solare, l'edera dionisiaca ha un bisogno sorprendentemente limitato di luce e di calore, e fa germogliare la sua freschissima verzura anche all'ombra e al freddo. Nel bel mezzo dell'inverno, quando si celebrano strepitanti feste dionisiache, si stende baldanzosa con le sue foglie frastagliate sul terreno dei boschi o si arrampica sui tronchi quasi volesse, al pari delle Menadi, salutare il dio e circondarlo nella danza. La si è paragonata al serpente, e la natura fredda attribuita a entrambi si ritiene sia il motivo per cui essi appartengono a Dioniso. Effettivamente il movimento con cui l'edera striscia sul terreno o si avvolge agli alberi può ricordare i serpenti che le selvagge accompagnatrici di Dioniso intrecciano nei capelli o tengono fra le mani».
6. ↑  Otto 2005, p. 162.
7. ↑   Tutte le tragedie, collana Il pensiero occidentale, Bompiani,  p. 2841, ISBN 8845266583.
8. ↑   lïèo in Vocabolario - Treccani, su treccani.it. URL consultato il 4 luglio 2020.
9. ↑   F. S. Villarosa, Dizionario mitologico-storico-poetico, vol. I, Napoli, Tipografia Nicola Vanspandoch e C., 1841,  p. 56.
10. 1 2  Ovidio, Met. VI 114.
11. 1 2  Nonno di Panopoli, Dionisiache VI, 269.
12. ↑   Tutte le tragedie, collana Il pensiero occidentale, Bompiani,  p. 3030, ISBN 8845266583.
13. ↑  Filippo Càssola. Inni omerici. Milano, Mondadori/Fondazione Lorenzo Valla, 2006, pag. 5.
14. ↑   Giulio Gianelli e Giulio Quirino Giglioli, Dioniso, in Enciclopedia Italiana, Roma, Istituto dell'Enciclopedia Italiana, 1931. URL consultato il 7 aprile 2019.
15. ↑  R. Gordon Wasson, Albert Hofmann, Carl A. P. Ruck, Alla scoperta dei misteri eleusini, Urrà-Apogeo Edizioni, 1996.
16. ↑  Umberto Curi, Endiadi. Figure della duplicità, Cortina Raffaello 2015.
17. ↑  Apollonio Rodio, IV, 1137.
18. ↑  Tim Unwin, Storia del vino, Donzelli 2002.
19. ↑  Scolii a Pindaro, Pitica III, 177.
20. ↑  Plutarco, Simposio VII, 5.
21. ↑  Secondo Omero, Iliade 1.570–579,  14.338(EN) , Odissea 8.312(EN) , Efesto era evidentemente il figlio di Era e Zeus, vedi Gantz, p. 74.
22. ↑  Secondo Esiodo, Teogonia 927–929(EN) , Efesto è stato generato solamente da Era, senza padre, vedi Gantz, p. 74.
23. ↑  Secondo Esiodo, Teogonia 886–890(EN) , figlia di Zeus dalle sue sette mogli, Atena è stata la prima a essere concepita, ma ultima a nascere; Zeus ingravidò Meti, poi la ingerì, in seguito lui stesso fece nascere Atena "dalla sua testa", vedi Gantz, pp. 51–52, 83–84.
24. ↑  Secondo Esiodo, Teogonia 183–200(EN) , Afrodite è nata dai genitali recisi di Urano gettati nel mare, vedi Gantz, pp. 99–100.
25. ↑  Secondo Omero, Afrodite era la figlia di Zeus (Iliade 3.374, 20.105(EN) ; Odissea 8.308, 320(EN) ) e Dione (Iliade 5.370–71(EN) ), vedi Gantz, pp. 99–100.
26. ↑  Pseudo-Apollodoro III, 4-3.
27. ↑  Nelle Baccanti Euripide fa dire a Tiresia che il mito di Dioniso cucito nella coscia di Zeus è il frutto di un malinteso linguistico: a causa delle gelosia della moglie Era, Zeus foggiò con l’etere un Dioniso fittizio, che diede in ostaggio alla dea, e liberò il vero Dioniso; l’equivoco nacque perché in greco «méros» significa coscia e «hómeros» ostaggio.
28. ↑  Apollonio Rodio, IV 1137.
29. ↑  Omero, l'Iliade 6 136-7.
30. ↑  Igino, Astronomia 2,5.
31. ↑  Vincenzo Di Benedetto, Enrico Medda, La tragedia sulla scena, Einaudi, 2002, pp. 324-325.
32. ↑  Ovidio, Fasti 3. 407: La costellazione del Vendemmiatore (Vindemitor)... la sua origine sembra derivi da Ampelo, figlio di una ninfa e di satiro, amato da Dioniso sulle colline di Ismarian in Tracia; n.d.r.  Dionysos loves, su Theoi.com.
33. ↑  Nonno di Panopoli, Dionisiache (X.175-430; XI; XII.1-117); Dalby, pp. 55-62.
34. ↑  Clemente di Alessandria, Protreptikos, II-30 3-5.
35. ↑  Igino, Astronomia 2,5.
36. ↑  Arnobio, Contro i pagani 5.28; Dalby, pp. 108-117.
37. ↑  Inni Orfici, 57.
38. ↑  Nonno di Panopoli, Dionisiache, XLVIII, 887.
39. ↑   James G. Frazer, Il ramo d'oro, 1915.
40. ↑  Diodoro Siculo v. 75.
41. ↑  Kern 107; 208.
42. ↑  Kern 211.
43. ↑  Otto Kern, Orfici. Testimonianze e frammenti nell'edizione di Otto Kern. Testi originali a fronte, Bompiani, Milano 2011, p. 36.
44. ↑  P. Chantraine, Dictionnaire etymologique de la langue grecque.
45. ↑  Friedrich Nietzsche, La nascita della tragedia, Adelphi, 1978.
46. ↑  Dal greco ἐνθουσιασμός (enthousiasmós = "ispirazione"), derivato di ἔνθεος (éntheos = "pieno di divino furore"). Da: Aldo Gabrielli, Dizionario della lingua italiana; Lorenzo Rocci, Vocabolario Greco-Italiano.
47. ↑   Storia delle credenze e delle idee religiose, vol. 1, BUR, 2008,  p. 395.
48. ↑  Giorgio Colli, La sapienza greca vol. I, Milano, Adelphi 1990.
49. ↑  Franco Rella, Confini. La visibilità del mondo e l'enigma dell'autorappresentazione, Pendragon, 1996.
50. ↑  Osho, Fingers pointing to the moon, Darshan diary inedito, marzo 1980.
51. ↑  Karl Kerényi, Dioniso. Archetipo della vita indistruttibile, Adelphi, 1992.
52. ↑  I. Innamorati, S. Sinisi, Storia del teatro. Lo spazio scenico dai greci alle avanguardie, Mondadori Bruno 2006.
53. ↑  Hillman, pag. 16-17, 24.
54. ↑  Hillman, pag. 19, 23-24.
55. ↑  Hillman, pag. 15.
56. ↑  Hillman, pag. 21.